# Croix hosannière
Pour les articles homonymes, voir Hosanna (homonymie) et Croix (homonymie).

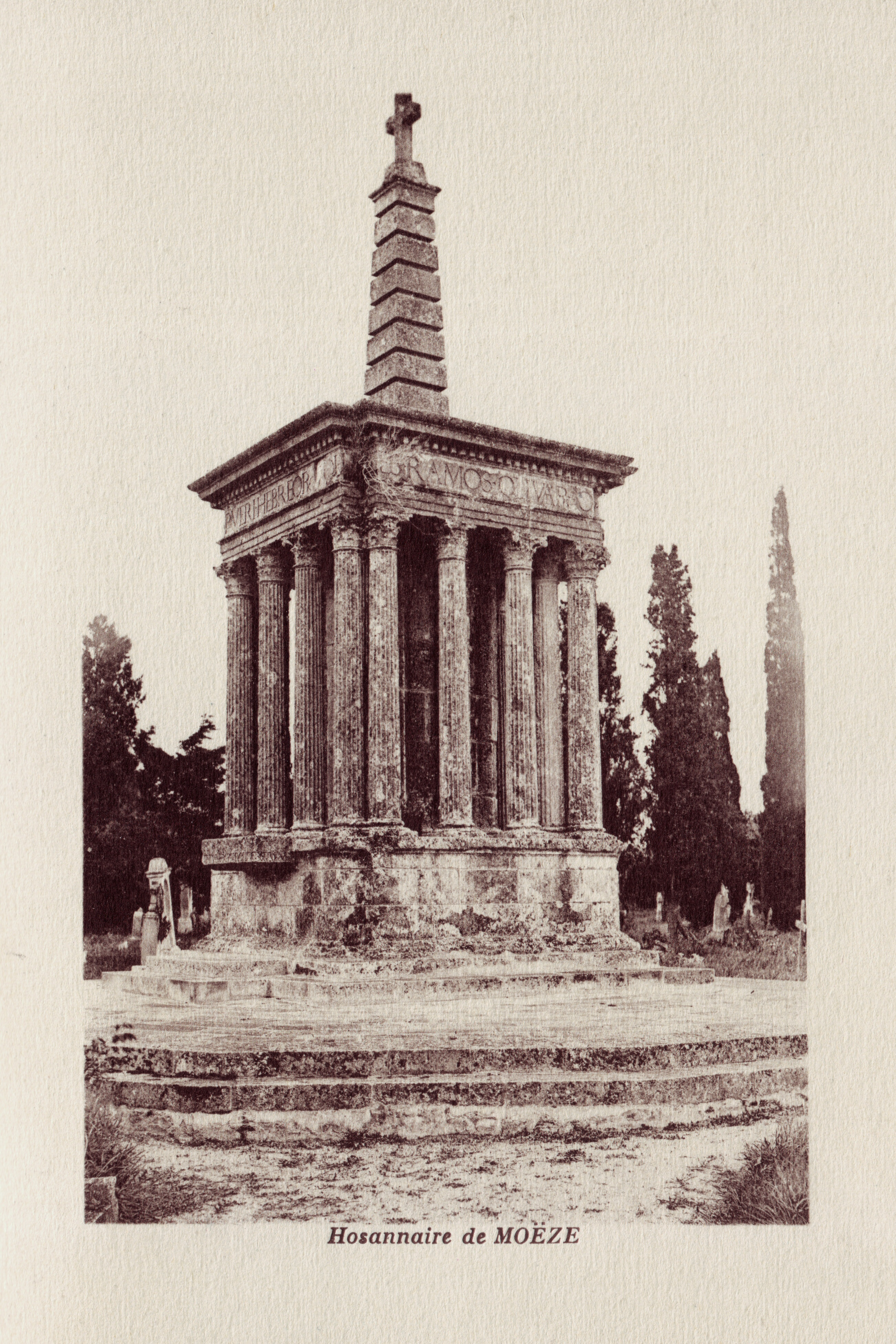
Croix hosannière à Moëze (Charente-Maritime).

Les croix hosannières dites aussi croix hosannaire ou croix de l'hosannaire et encore croix de cimetière sont des édicules funéraires construits entre les XIIe et XVIe siècles plus particulièrement dans l'ouest de la France.
La croix hosannière se distingue de la lanterne des morts par l'absence de système d'éclairage.
La plus classique et monumentale est d'une hauteur pouvant atteindre 10 mètres de haut. Elle est posée sur un soubassement constitué d'un gradin circulaire en pierres. La colonne est pleine, généralement cylindrique et surmontée d'une croix. Elle surmontait souvent une fosse commune ou un ossuaire. Ces croix se retrouvent en abondance dans le Poitou, les Charentes, en Gironde, Dordogne jusqu'en Auvergne, Bretagne et Normandie.
Bien qu'il n'existe pas d'inventaire exhaustif de ces monuments, il semblerait qu'il en existe un peu plus d'une centaine sur l'ensemble du territoire.
Plusieurs croix de ce type sont nimbées, notamment sur le littoral cauchois, en Limousin ou en Auvergne. On les appelle souvent abusivement croix celtiques.

## Étymologie
Le terme hosannière viendrait peut-être de l'exclamation hébraïque Hosanna qui servit au XIVe siècle à désigner le dimanche des Rameaux (Dominica Hosanna). L'hosanne (ou ozanne), buis sacré, était déposé à cette occasion dans certaines régions (sud des Deux-Sèvres, ouest de l'Indre, nord-ouest de la Creuse, nord de la Haute-Vienne et de la Charente), au pied de la croix, pratique encore courante en Limousin avant 1914, ou constituait lui-même une croix tressée (Poitou), dite croix hosannière,,.

## Liste de croix hosannières (non exhaustive)

### Charente
- Agris (croix simple)
- Grassac (croix pattée)
- Ligné (croix simple), inscrite MH le 12 octobre 1973.
- Pérignac
- Saint-Léger

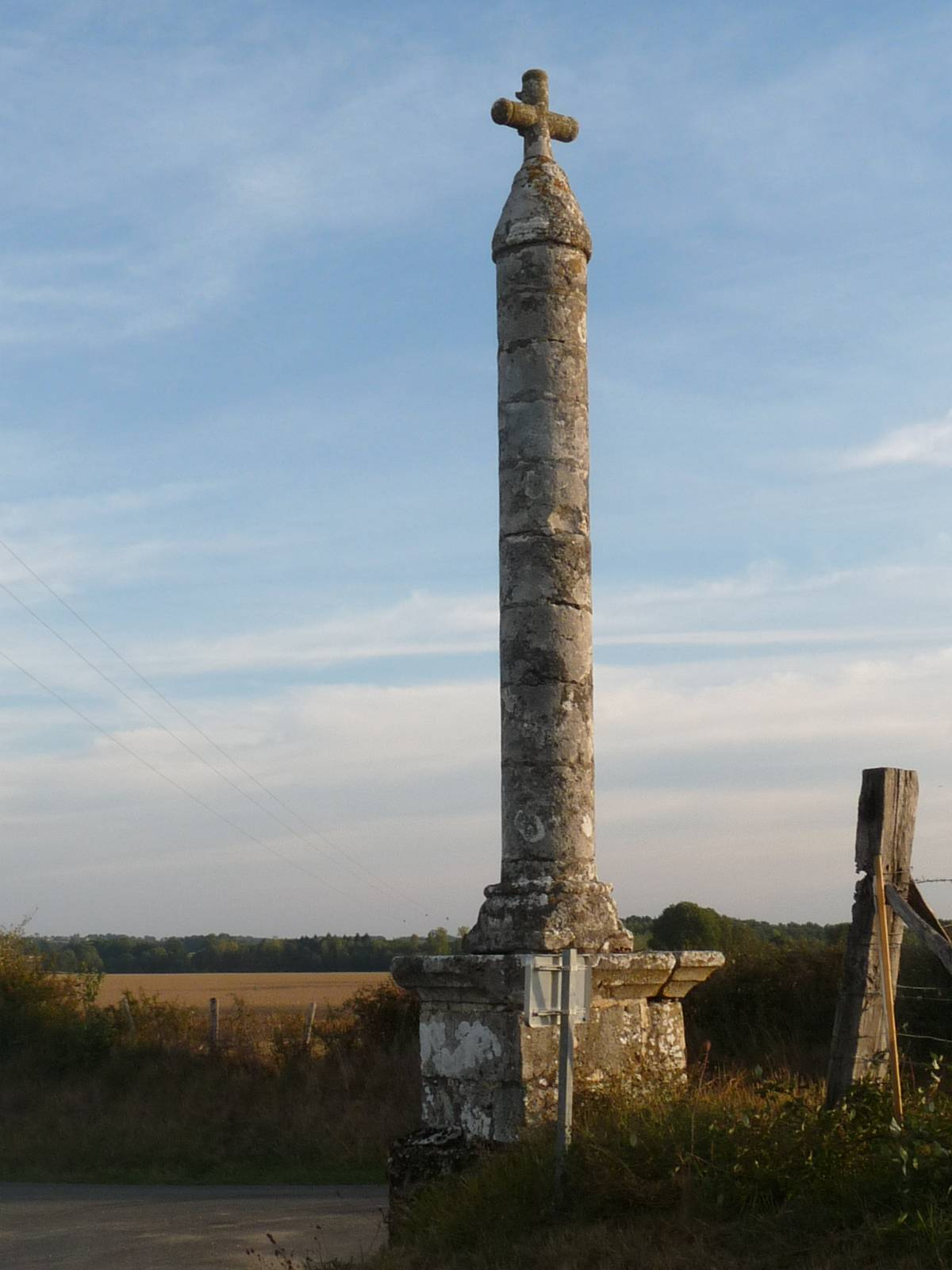
Croix de la Tuilière à Agris
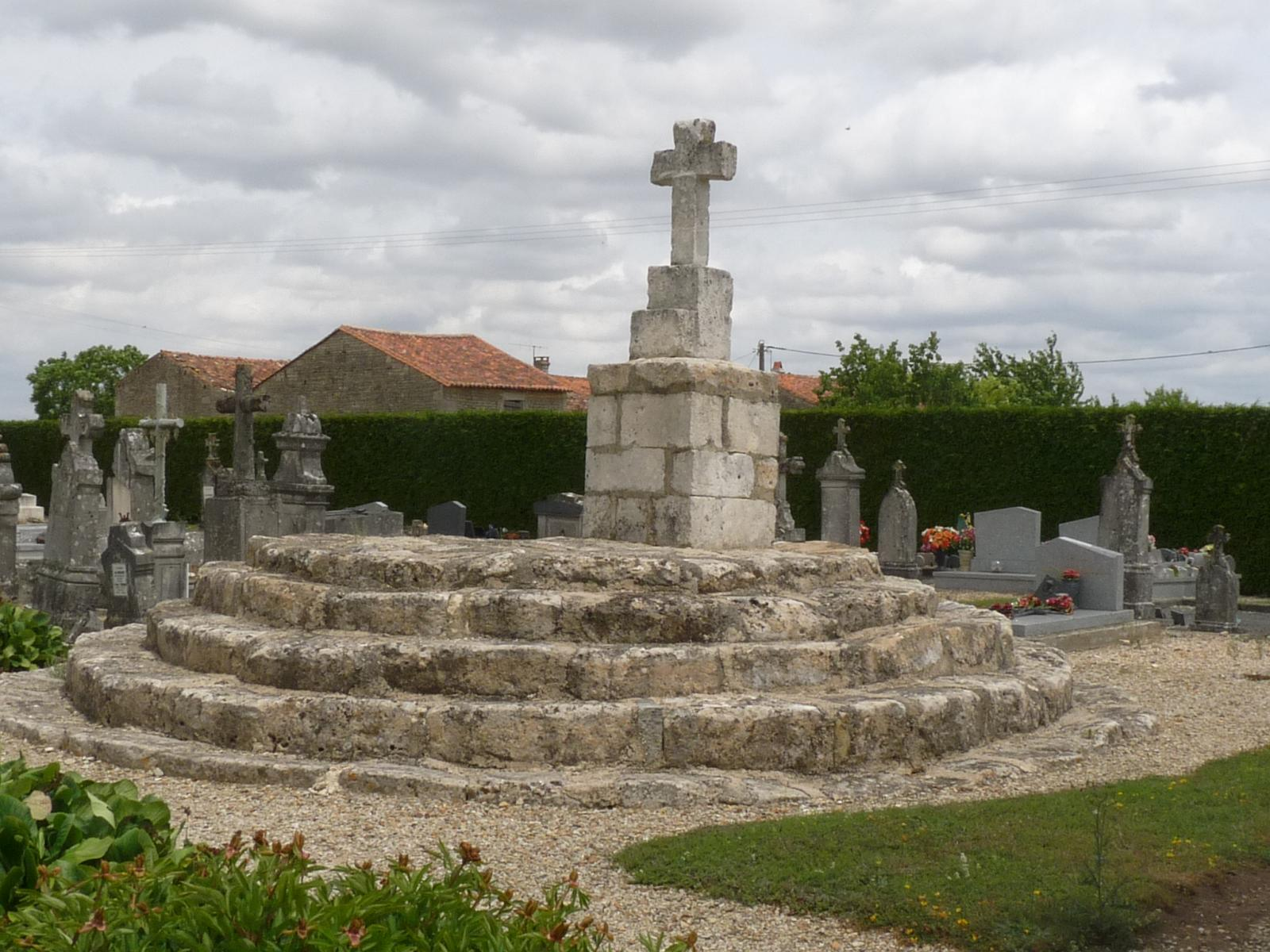
Croix hosannière de Ligné
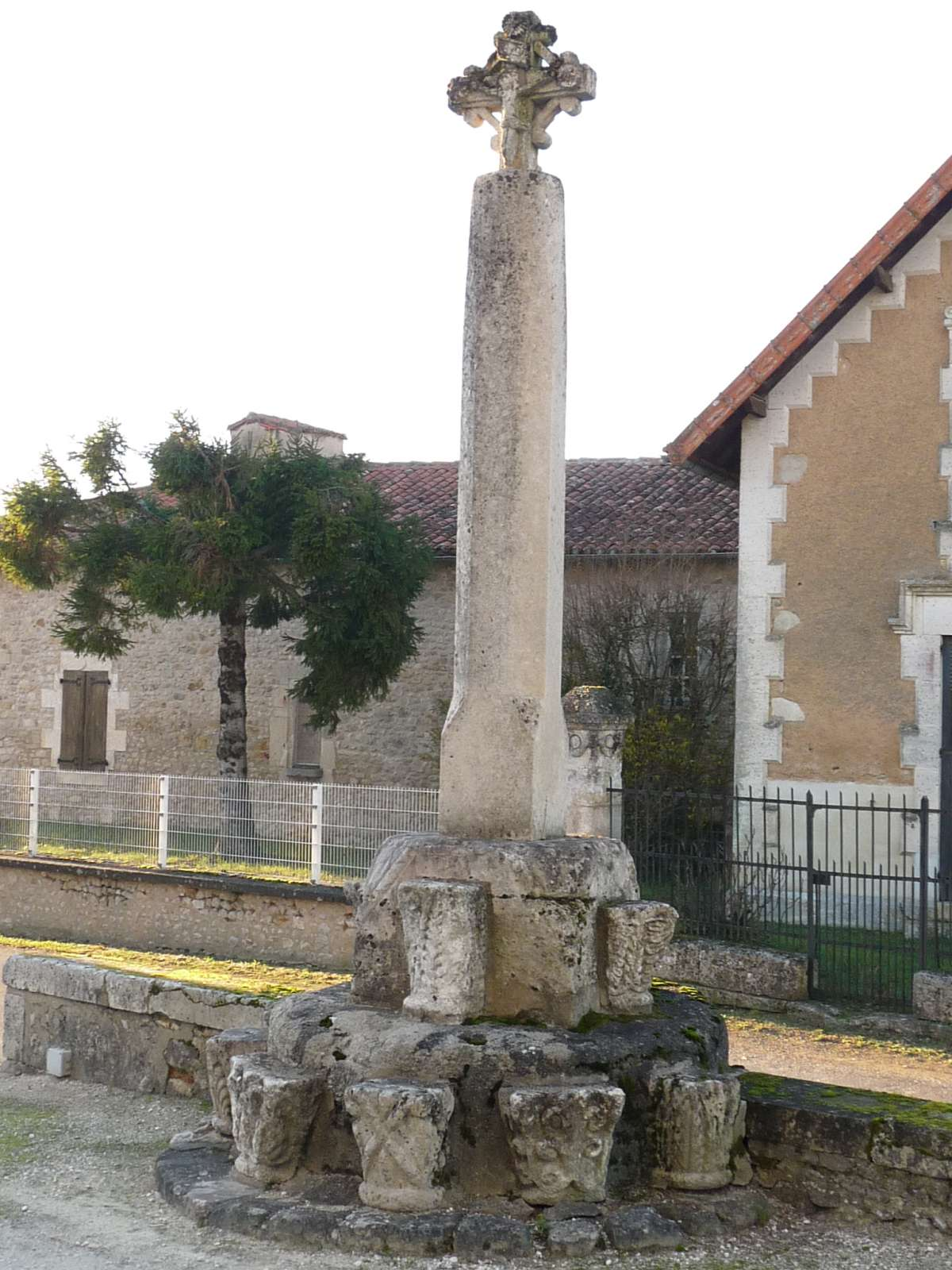
Croix hosannière de Pérignac
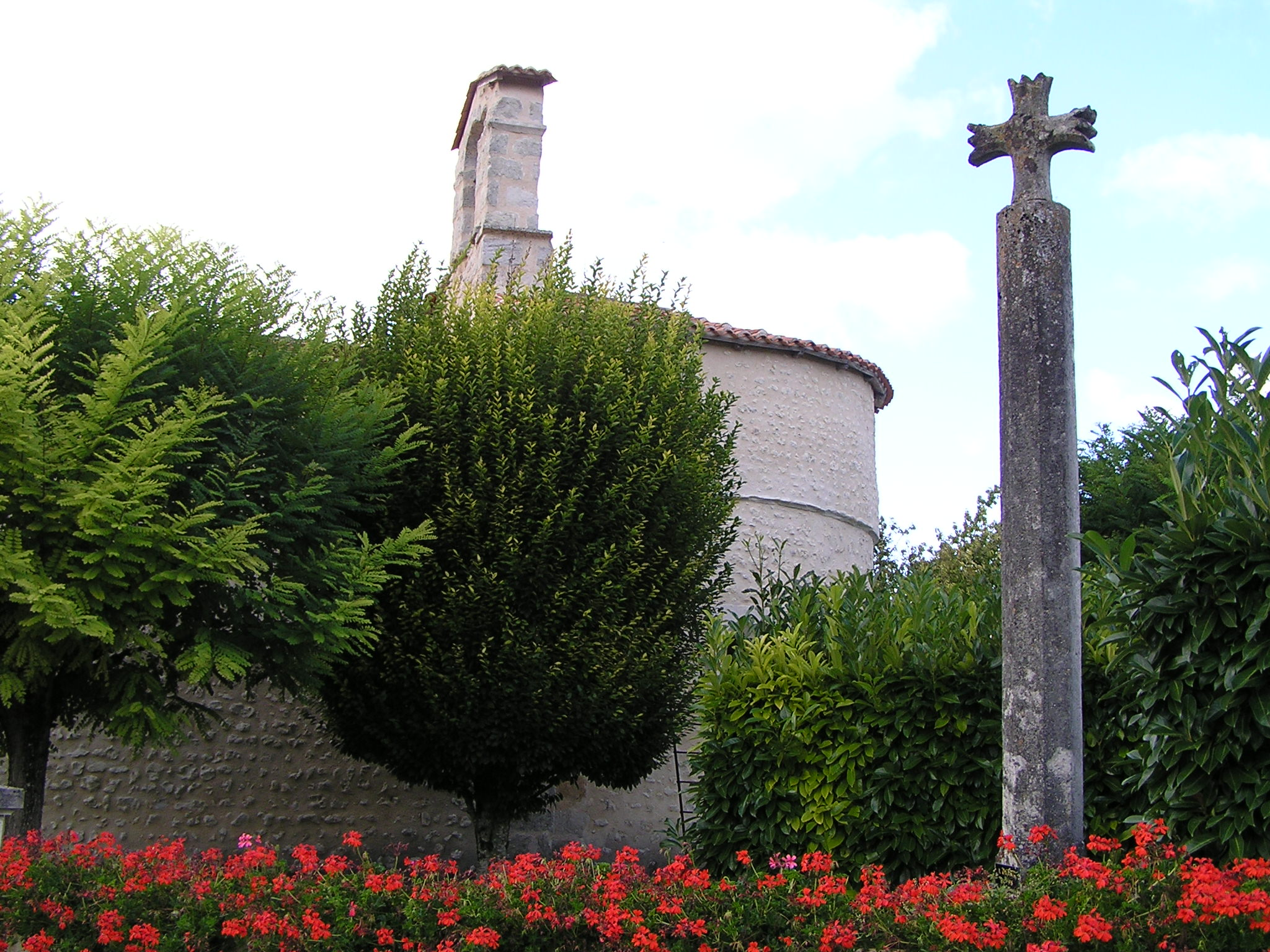
Croix hosannière de Saint-Léger

### Charente-Maritime
- Allas-Bocage
- Le Mung, située à l'intersection de la Départementale 18 et de la Départementale 238.
- Aulnay, croix du XIVe siècle, située dans le cimetière, classée MH depuis le 20 mars 1929.
- Boisredon, croix du XIIe siècle déplacée et reposée devant l'église entre deux contreforts..
- Chermignac, croix du XVe siècle, situé à côté de l'église, classée MH depuis le 5 novembre 1906.
- Gibourne, croix du XIIe siècle, située dans le cimetière.
- Moëze, croix du XVIe siècle, située dans le cimetière, classée MH depuis le 12 juillet 1886.
- Nieul-le-Virouil, croix hosannière située sur la place de l'église, classée MH depuis le 23 février 1925.
- Tesson, Croix du XVe siècle, située à l'entrée de l'ancien cimetière

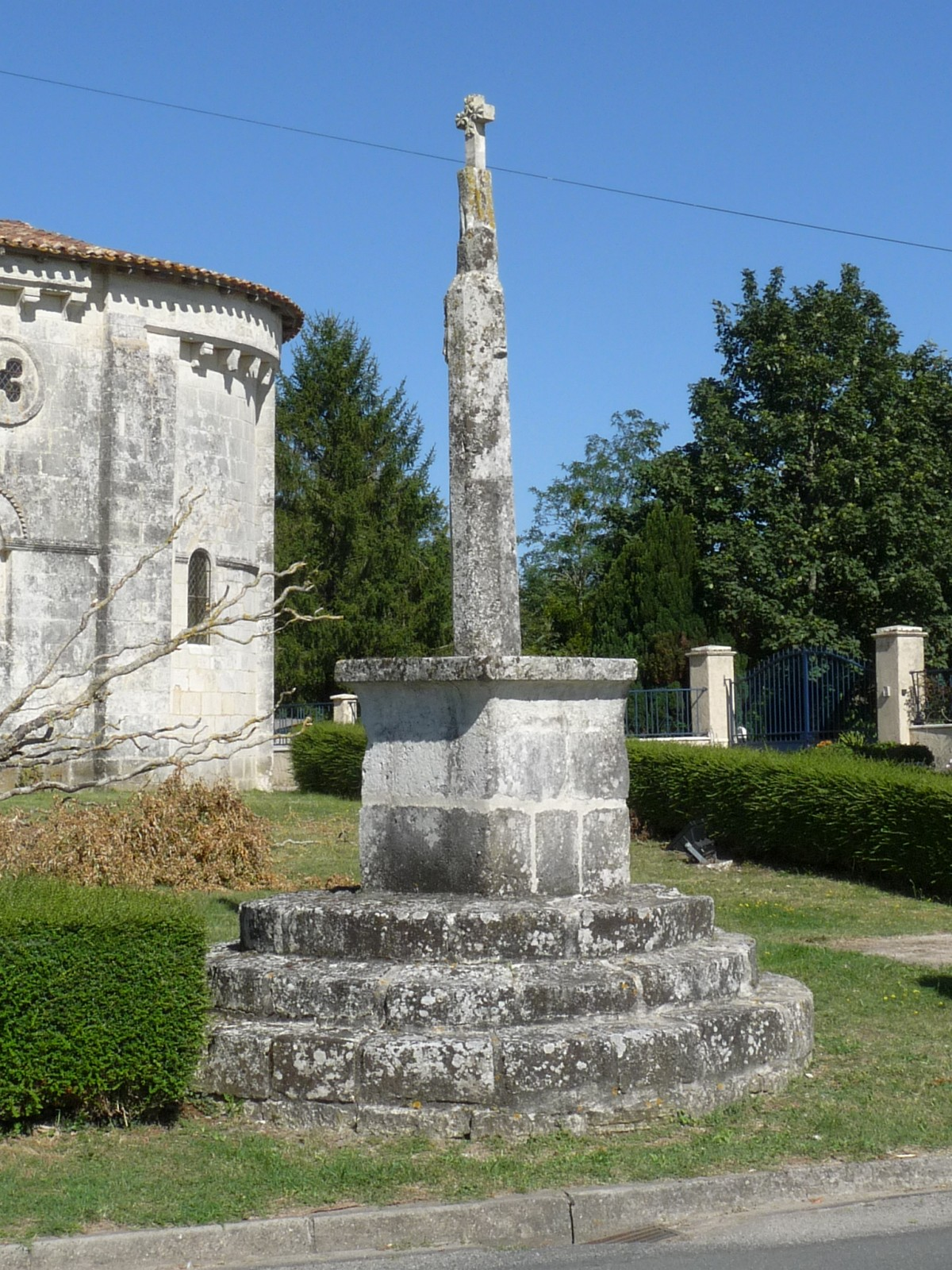
Croix hosannière d'Allas-Bocage
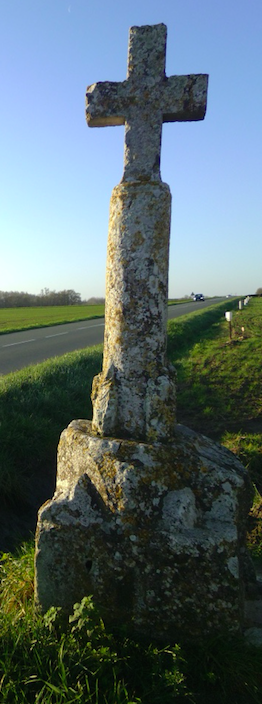
Croix hosannière de Le Mung
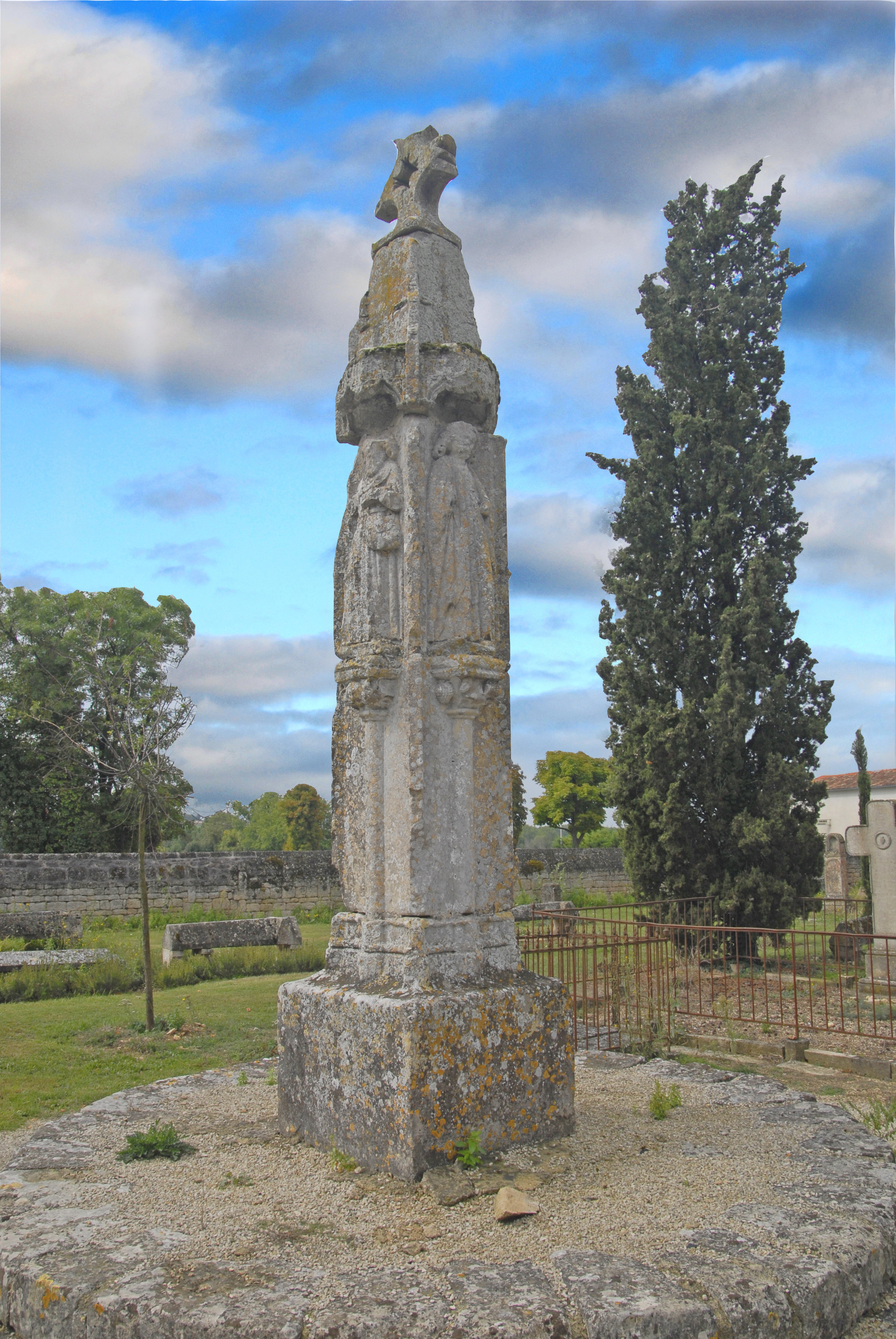
Croix hosannière d'Aulnay
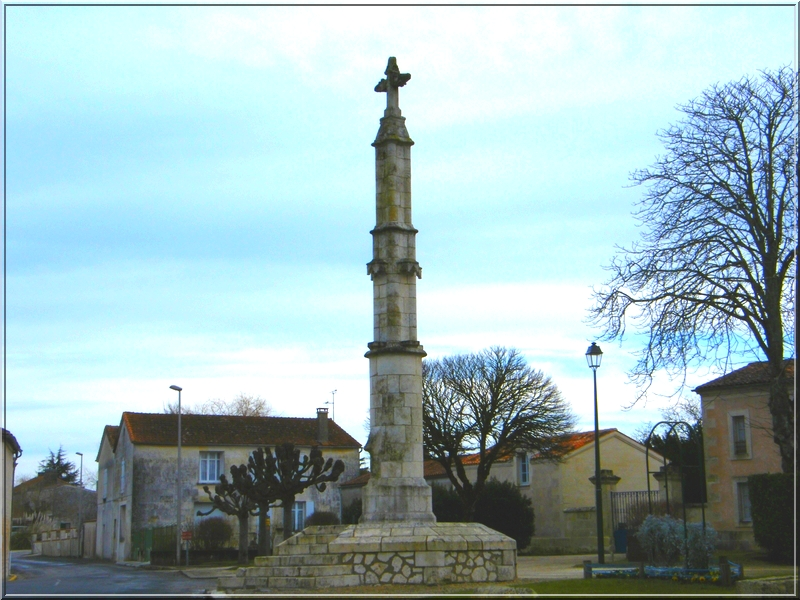
Croix hosannière de Chermignac
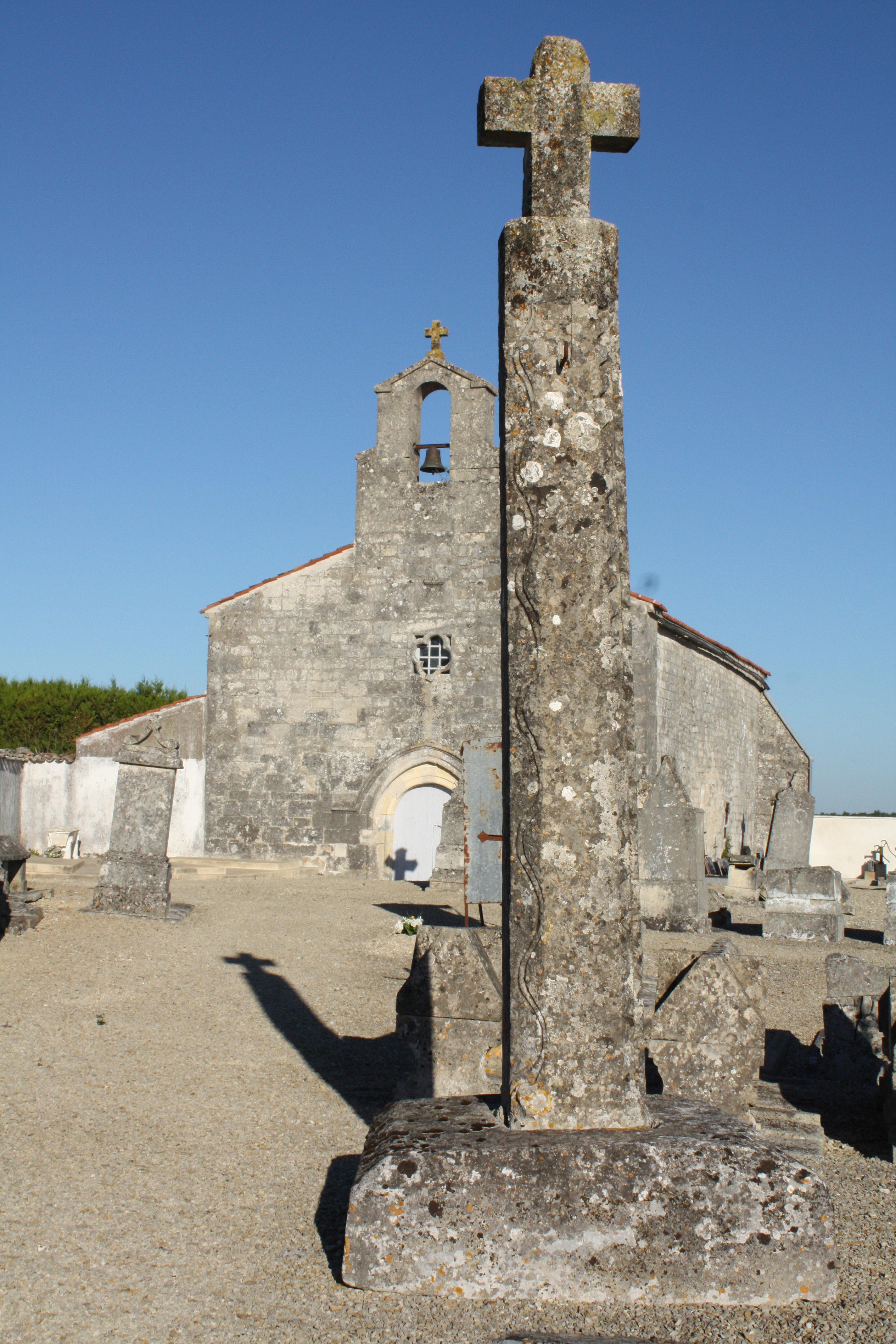
Croix hosannière de Gibourne
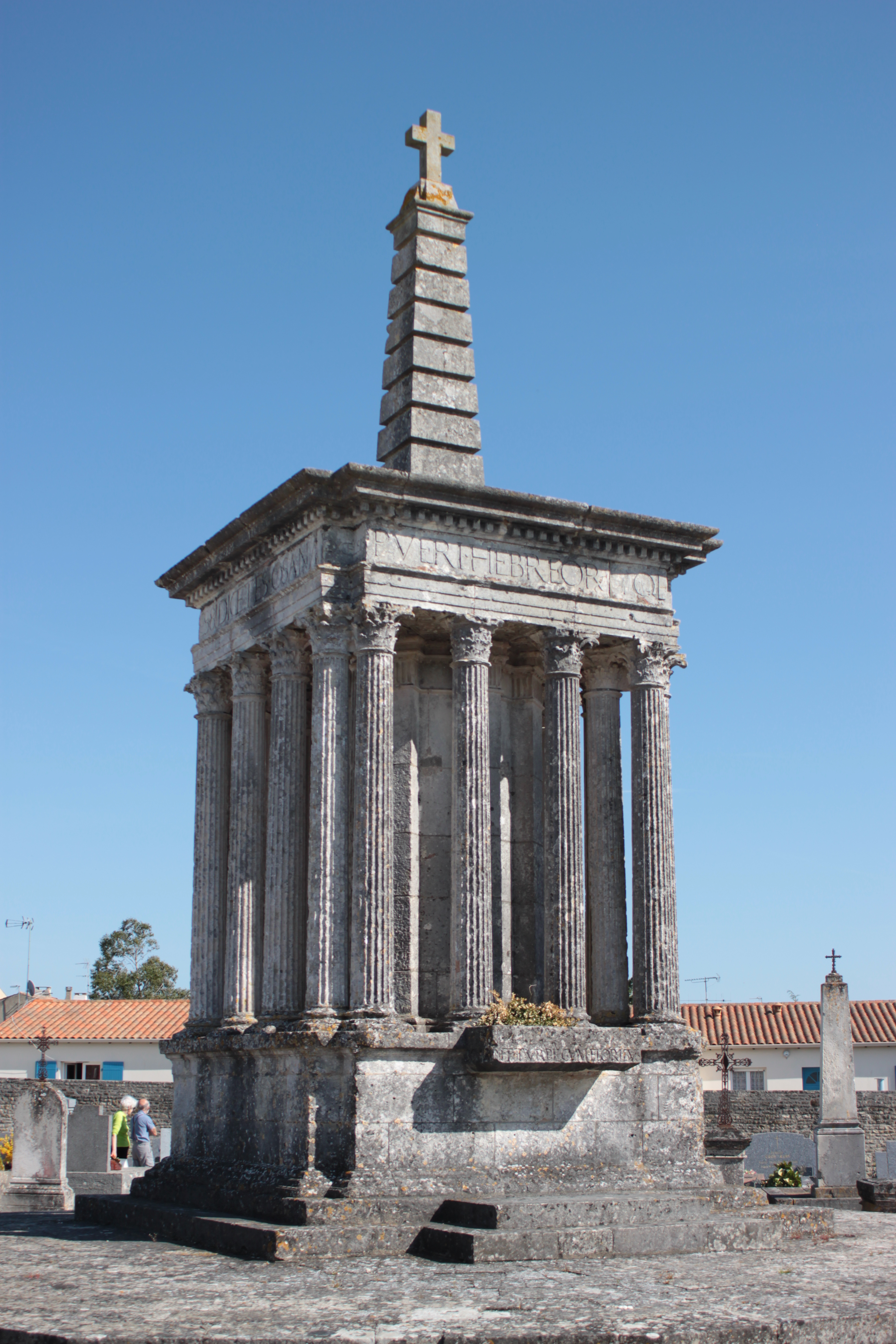
Croix hosannière de Moëze
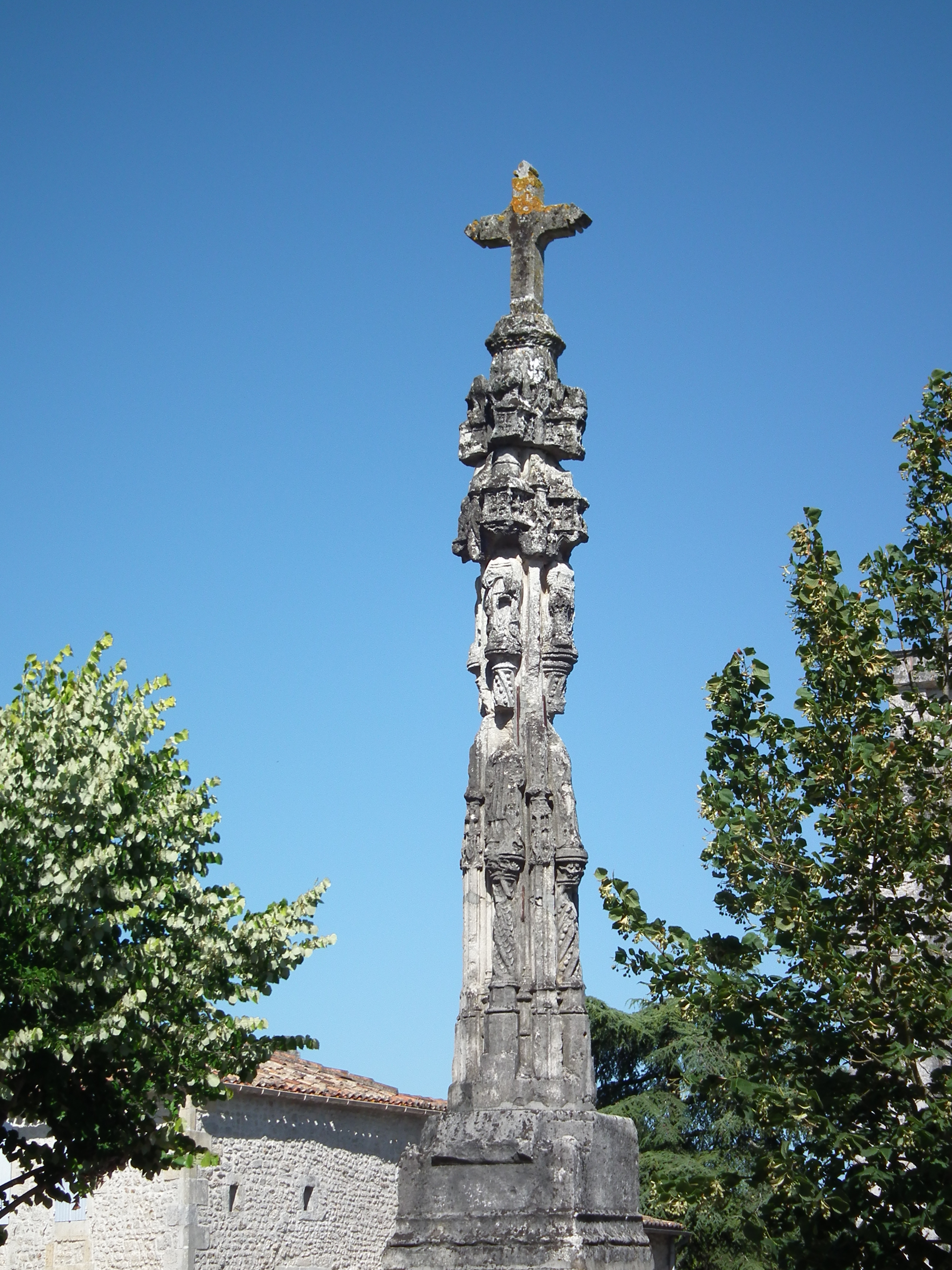
Croix hosannière de Nieul-le-Virouil
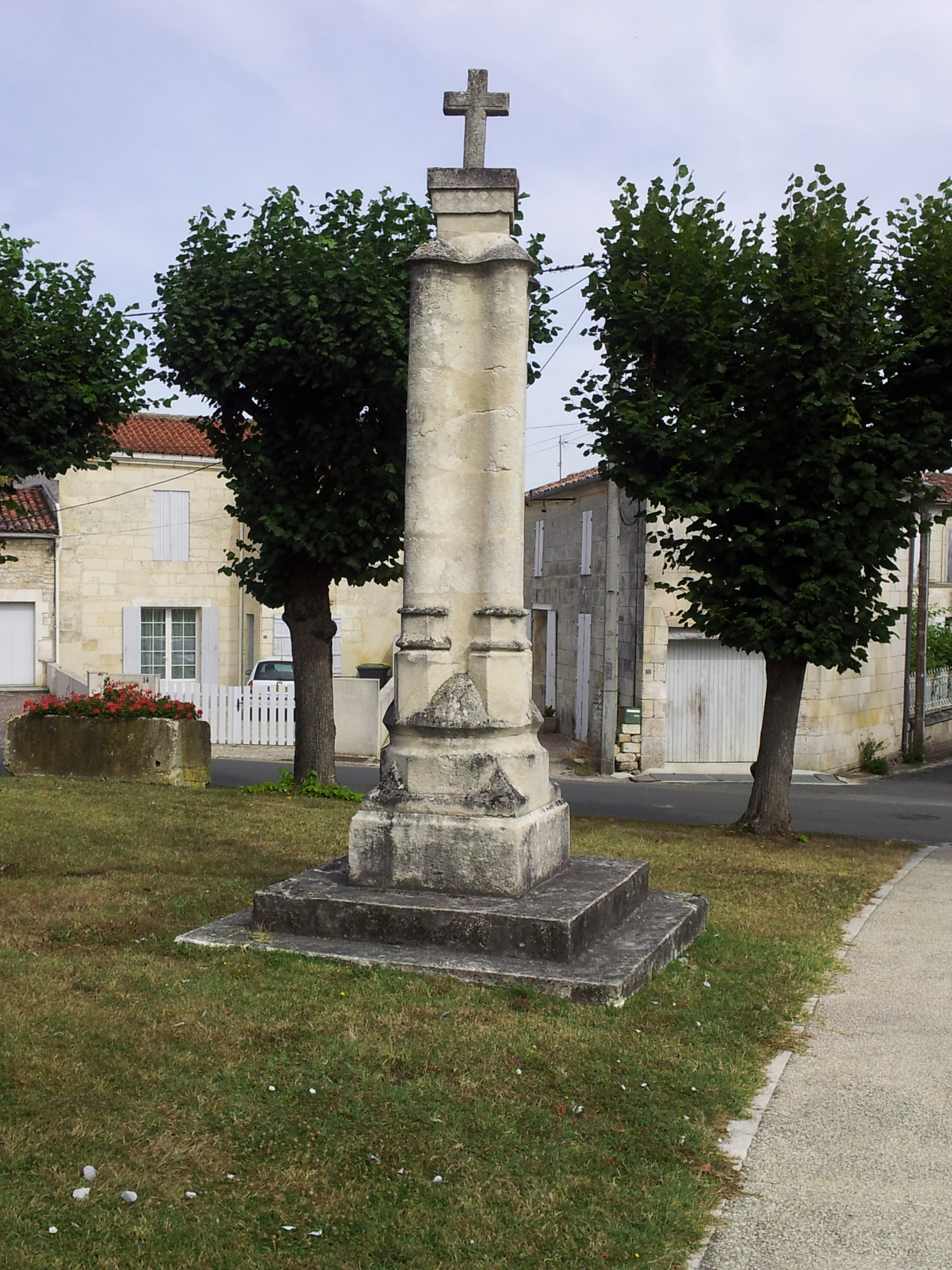
Croix hosannière de Tesson

### Côtes-d'Armor
- Saint-Maudez

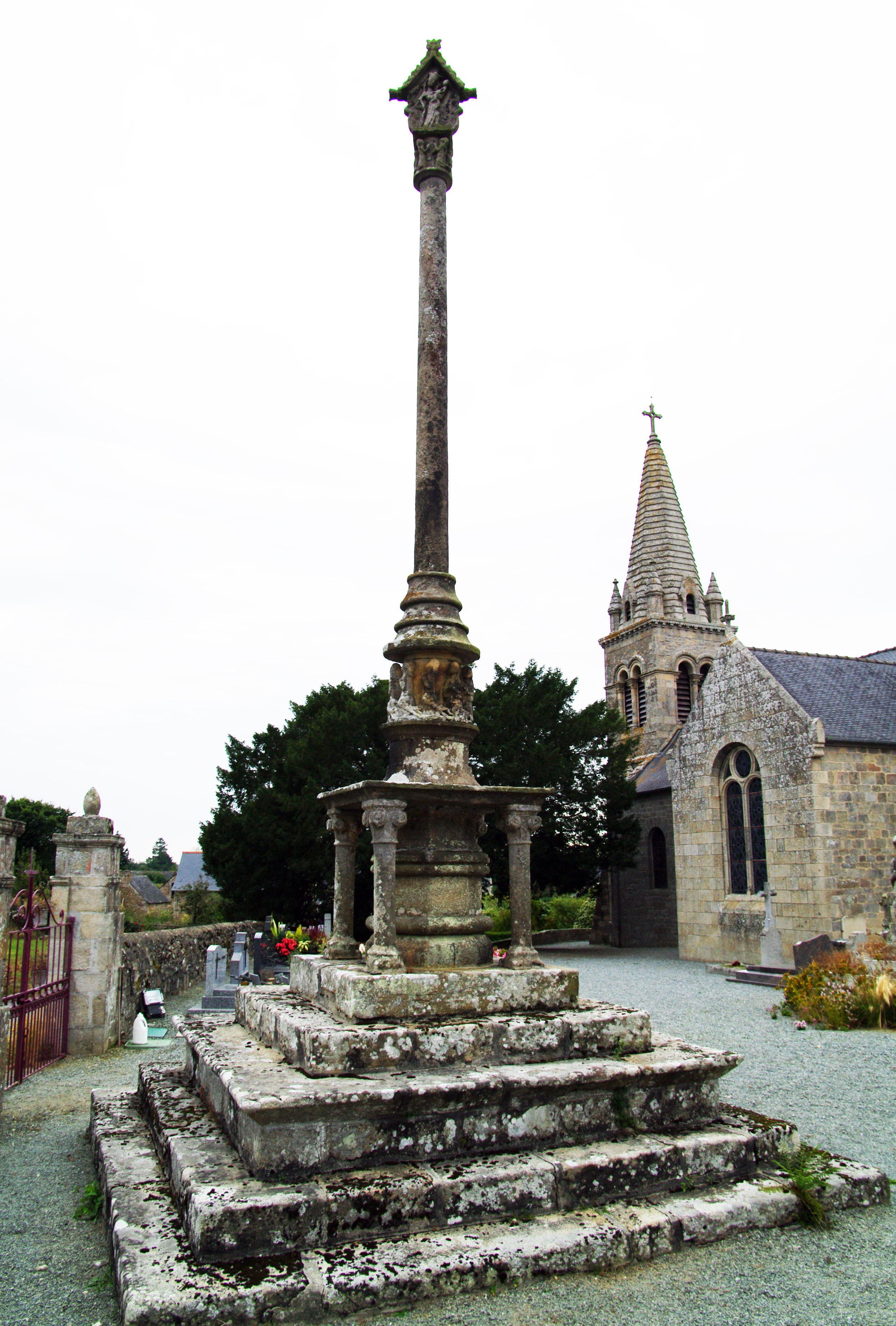
Croix des Templiers à Saint-Maudez

### Dordogne
- Bourniquel
- Montagrier
- Montpeyroux
- Saint-Jory-de-Chalais
- Sergeac

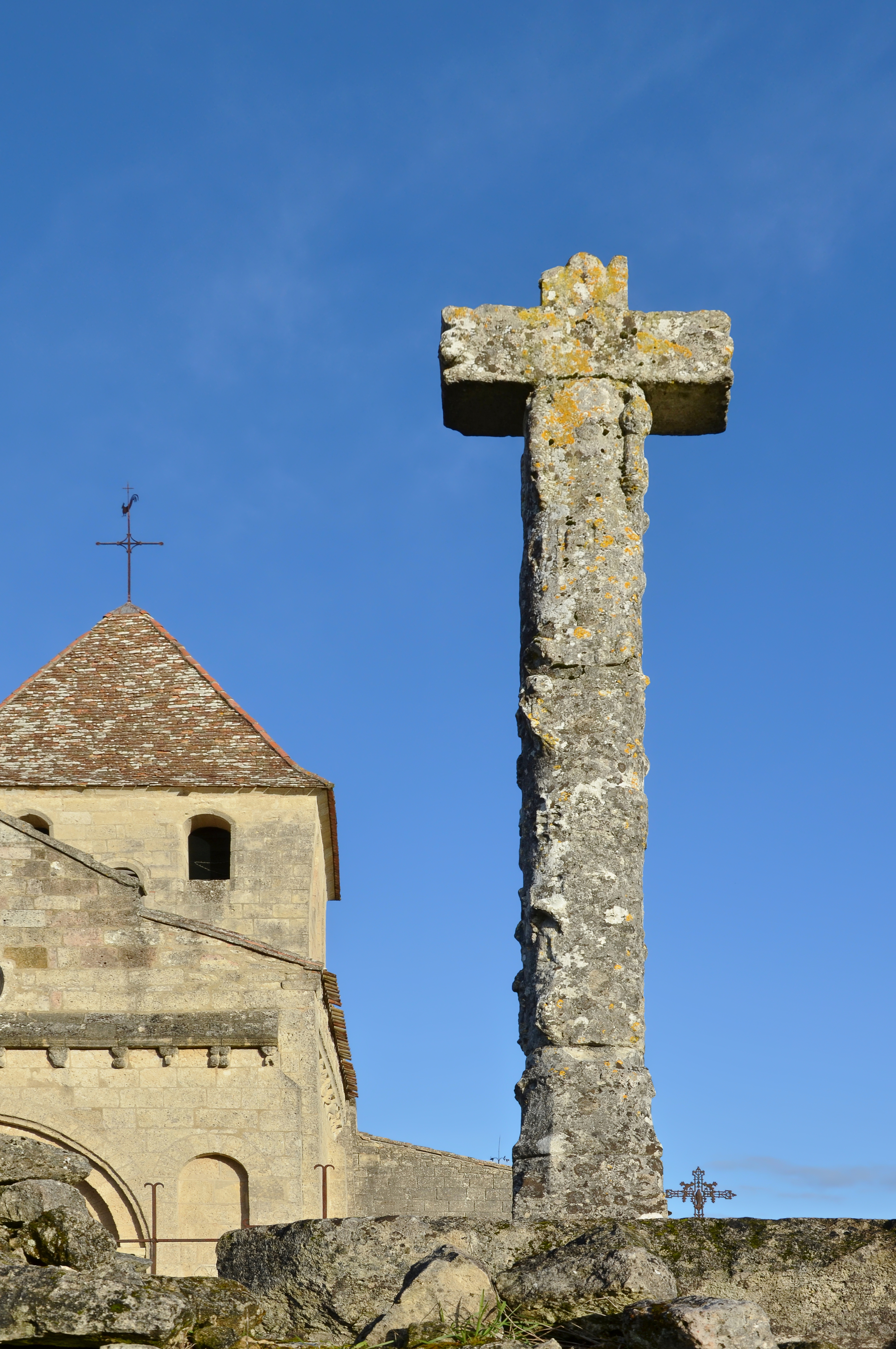
Croix hosannière de Montpeyroux

### Eure
- Andé
- Beuzeville[4]
- Caumont
- Heuqueville
- Houville-en-Vexin
- Le Vaudreuil
- Léry, croix du XVIe siècle près de l'église -  Inscrit MH (1927)
- Porte-Joie
- Saint-Julien-de-la-Liègue
- Tosny[5]

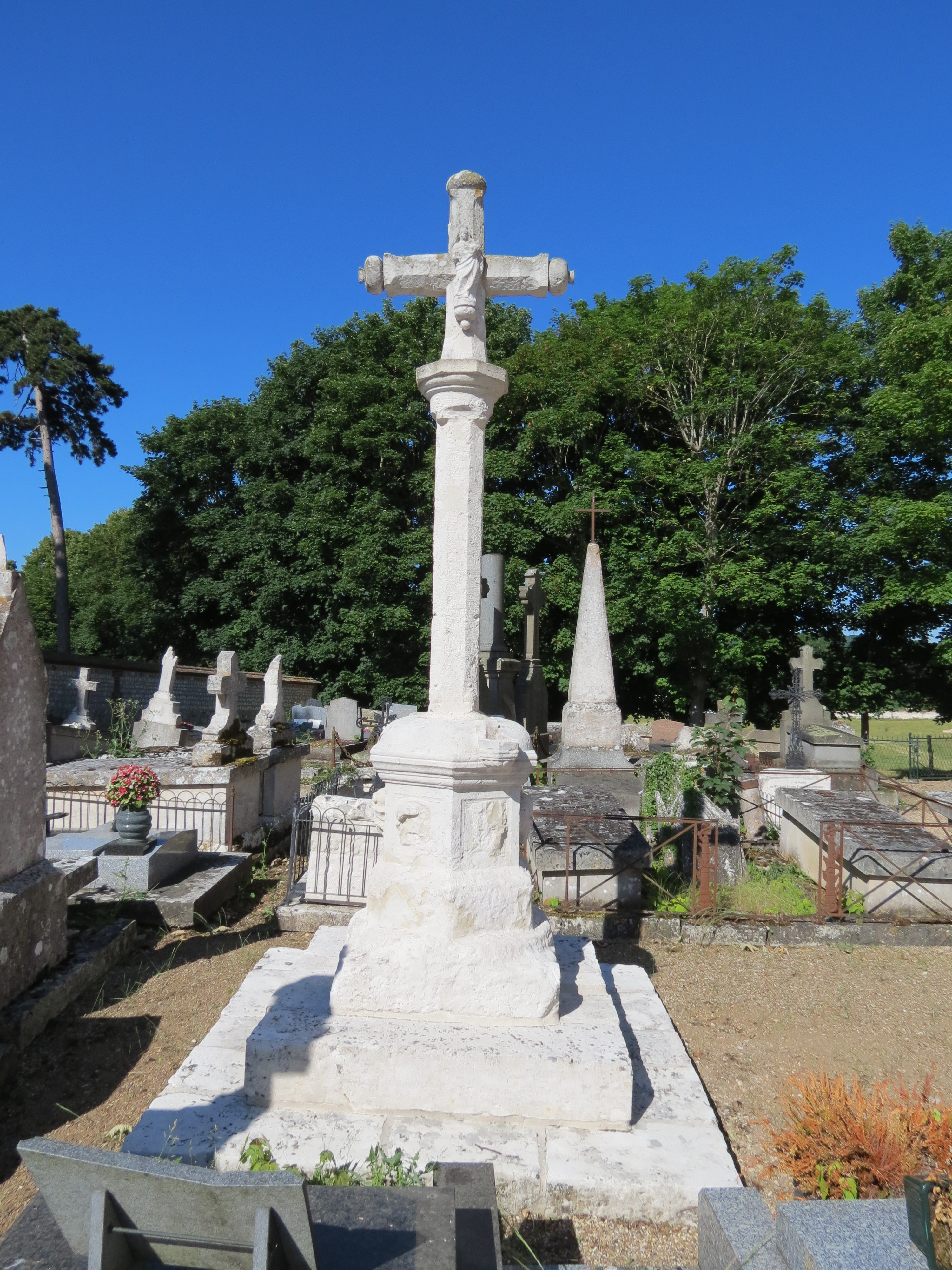
Croix à Andé
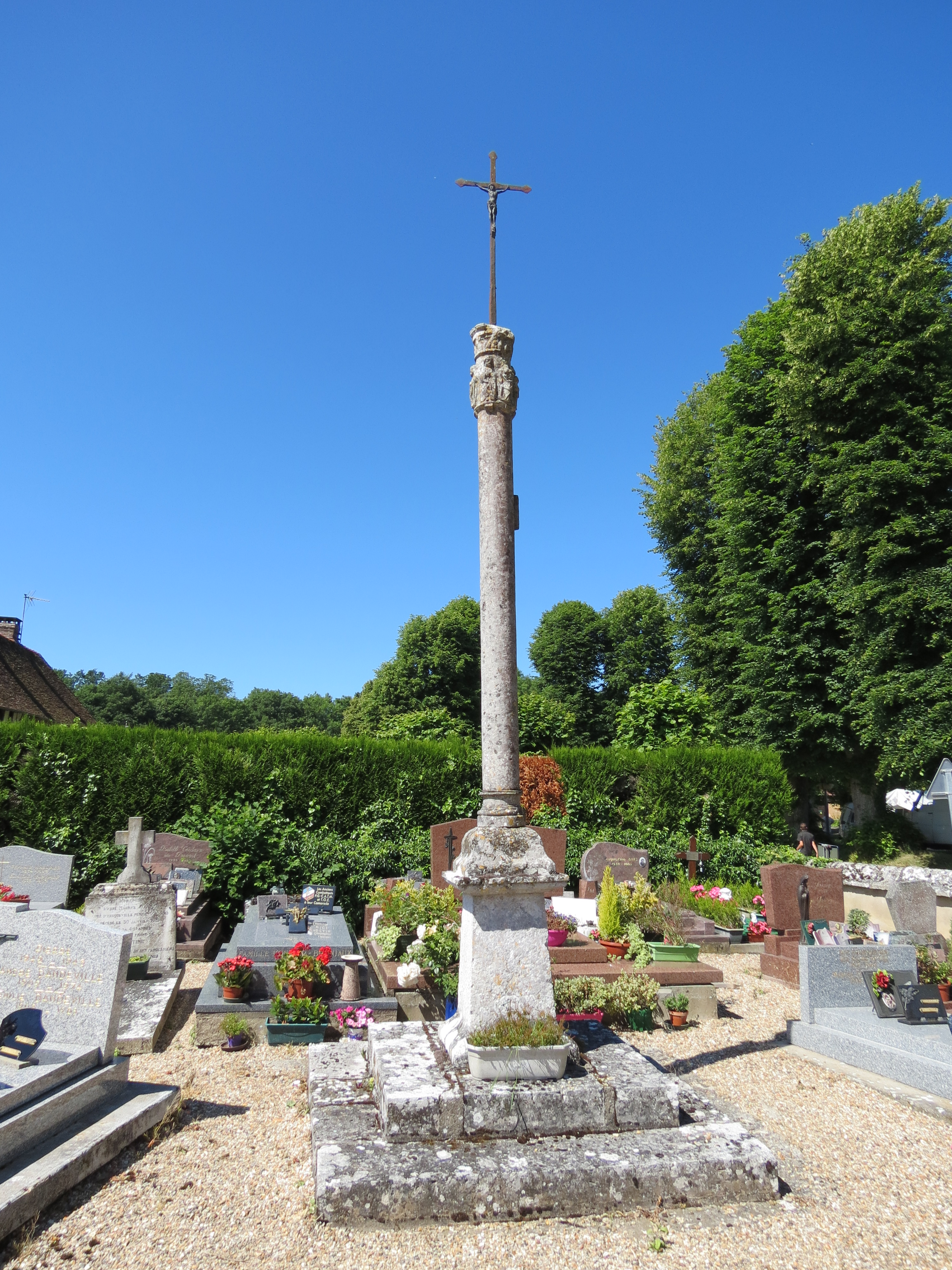
Croix à Heuqueville
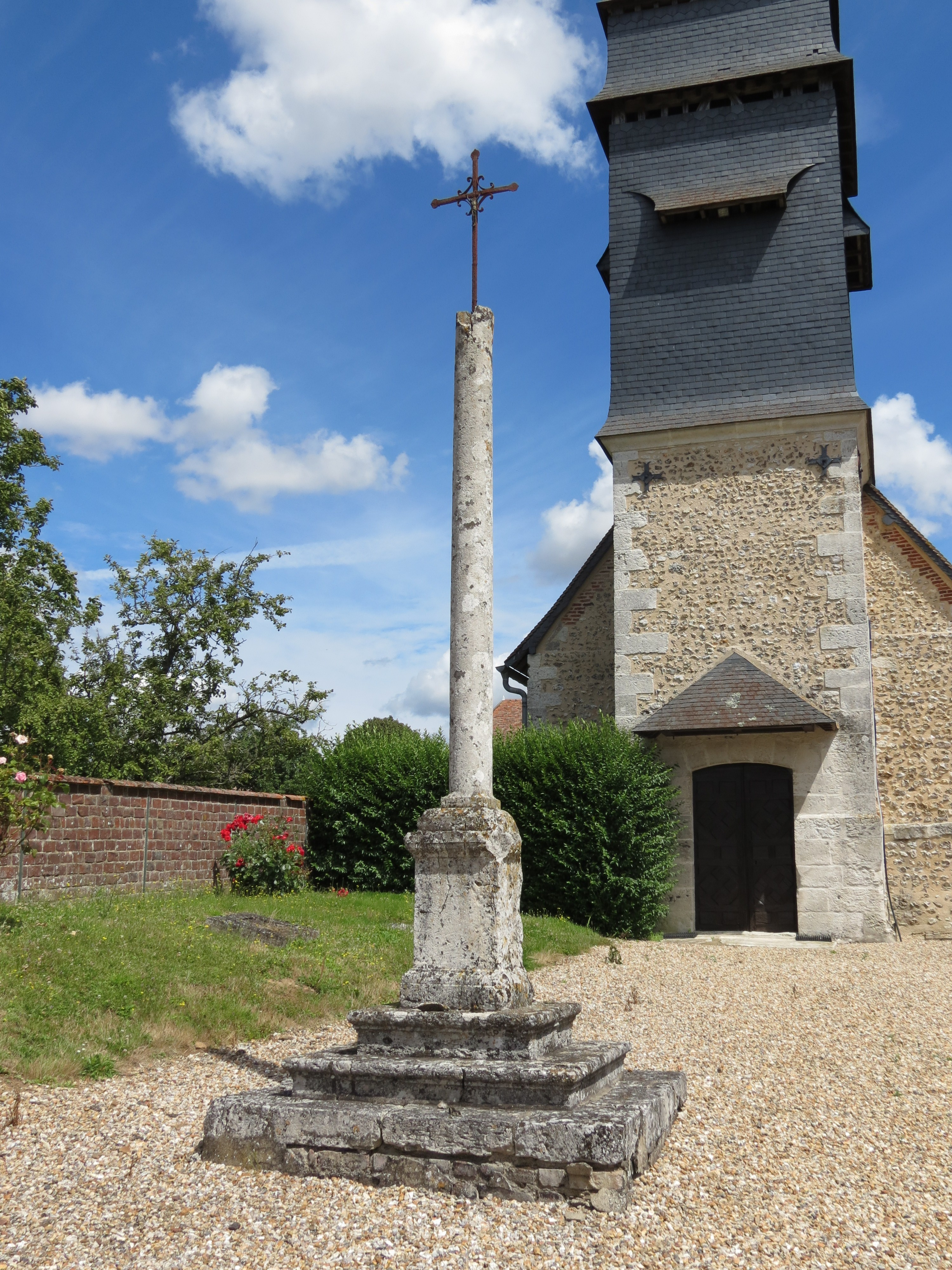
Croix à Houville-en-Vexin
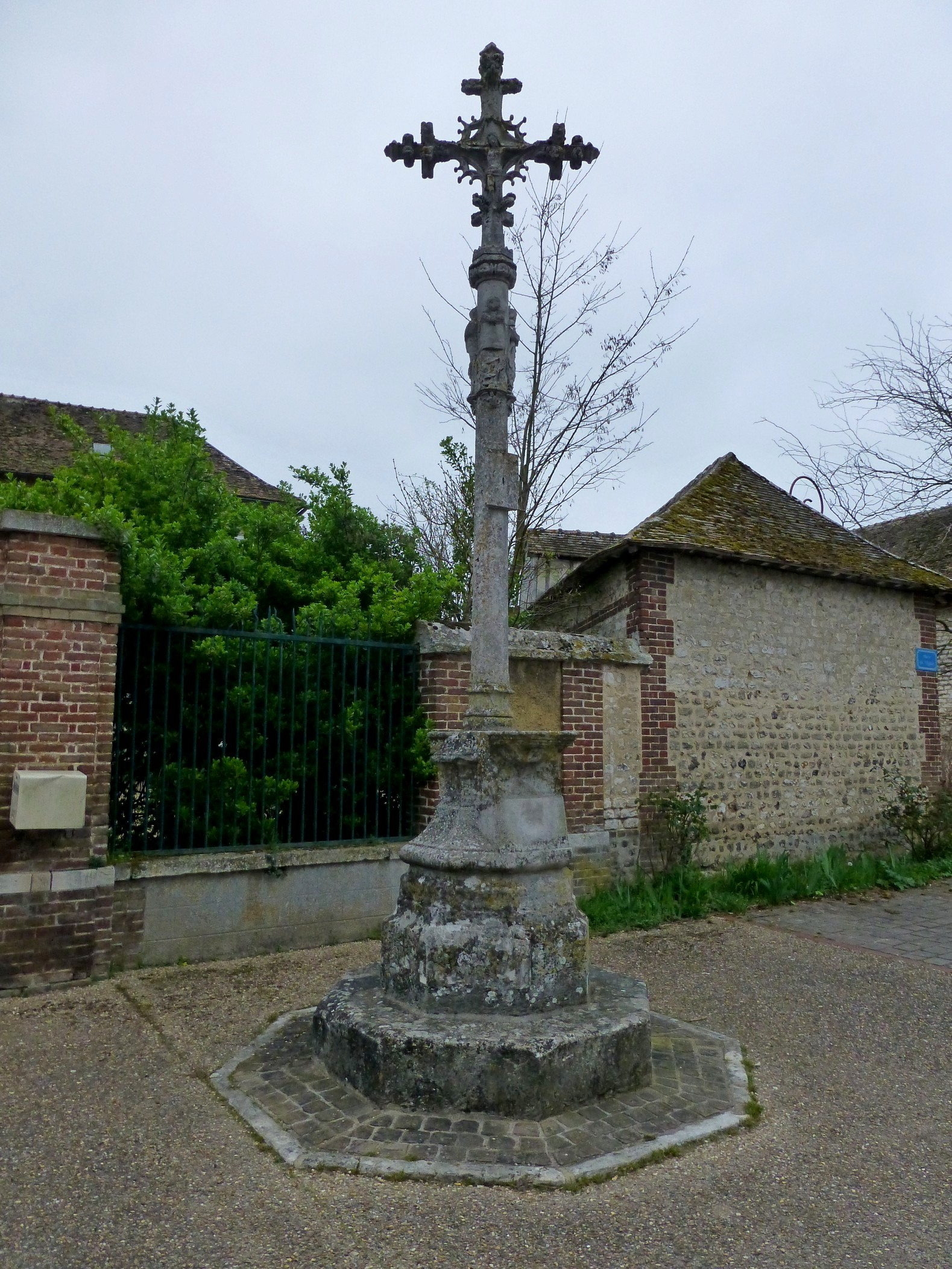
Croix à Léry
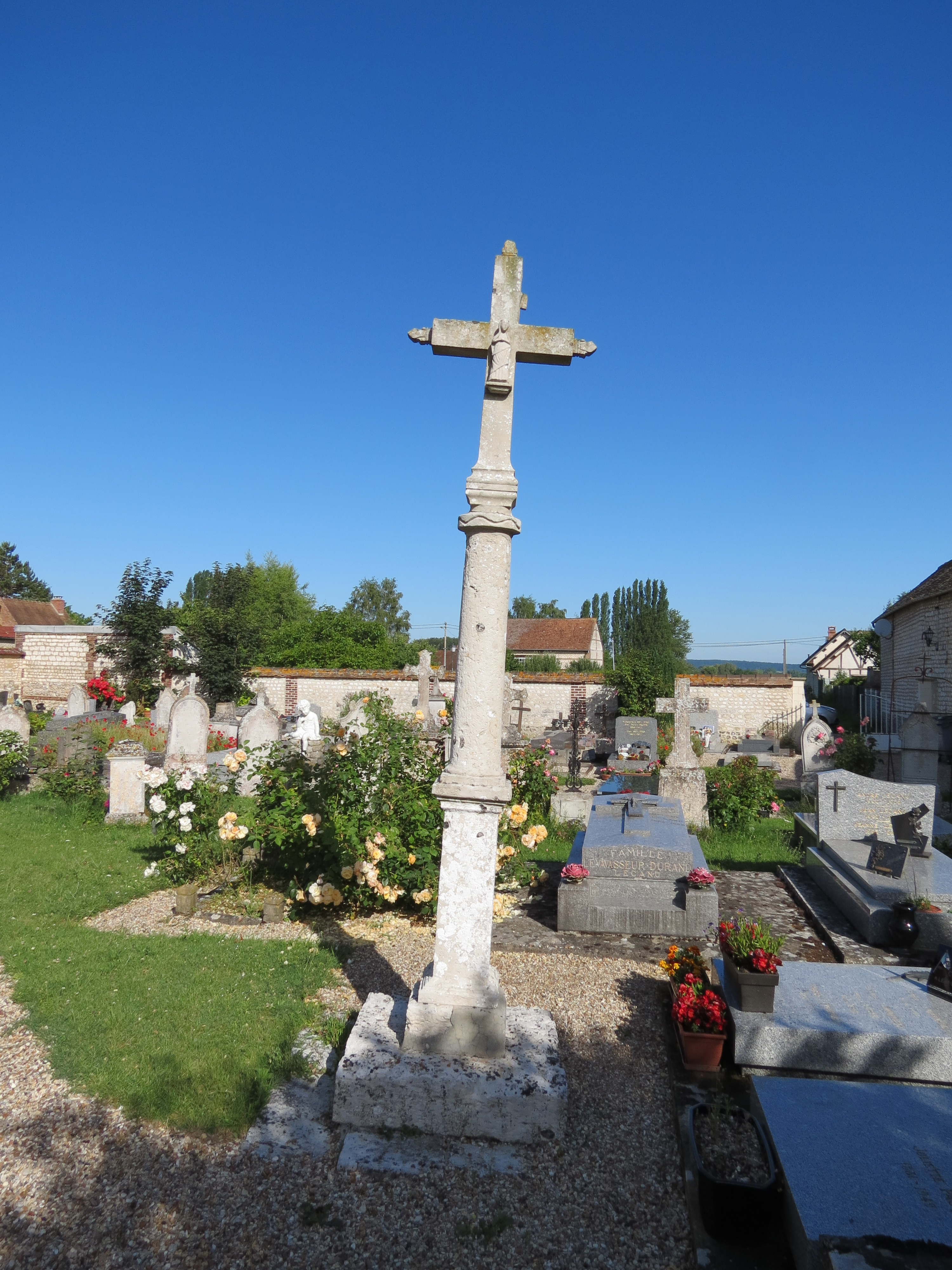
Croix à Porte-Joie

### Finistère
- Plouezoc'h

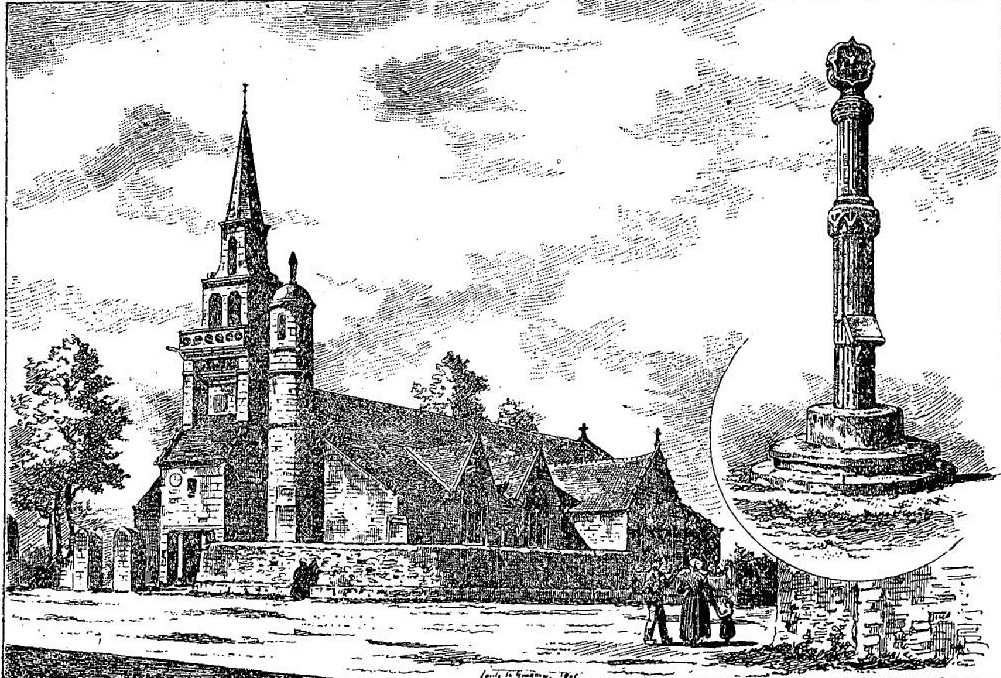
L'église Saint-Étienne de Plouezoc'h et la croix hosannière du cimetière (dessin de Louis Le Guennec)

### Gironde

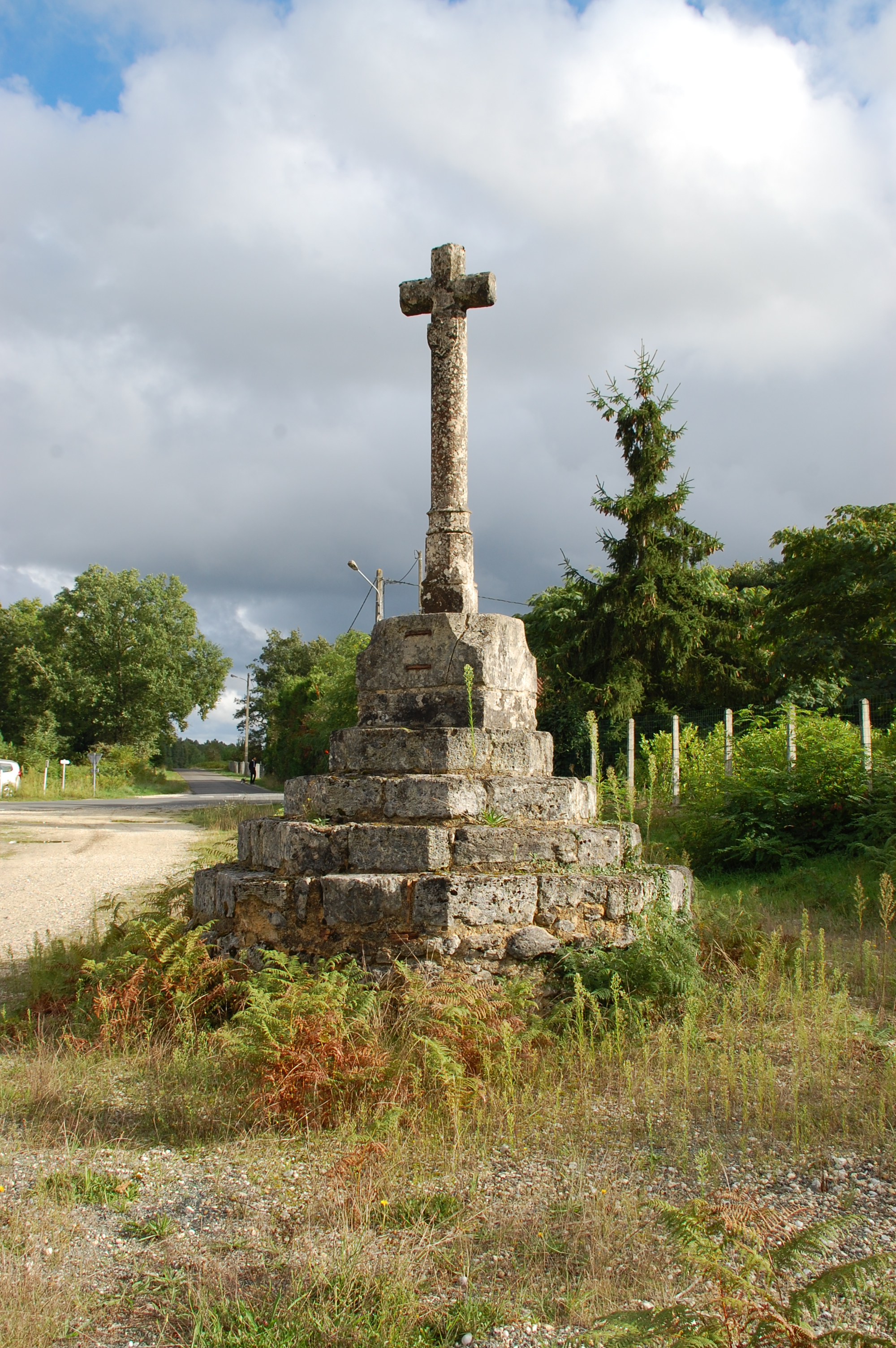
Avensan
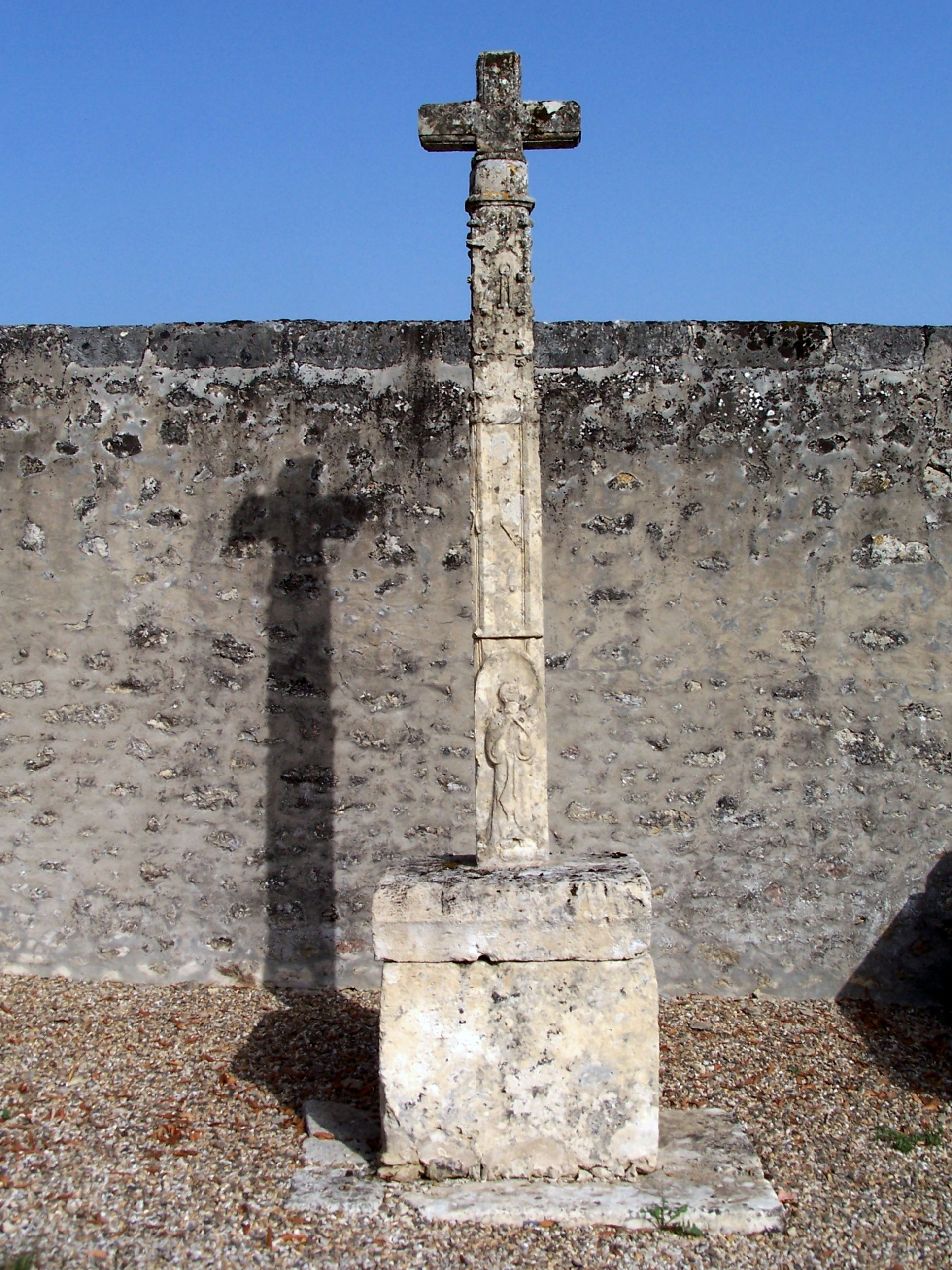
Baigneaux
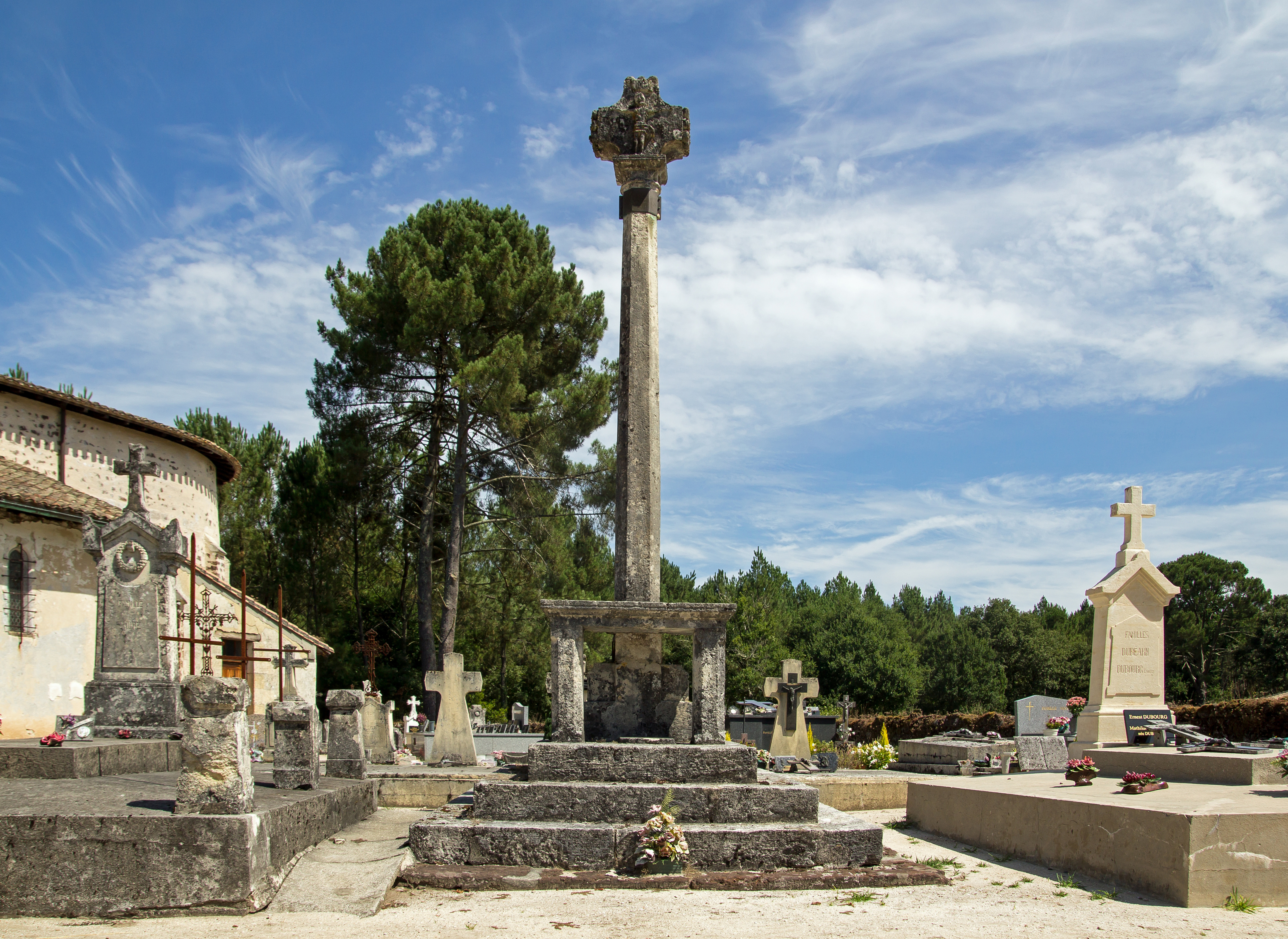
Belin-Béliet
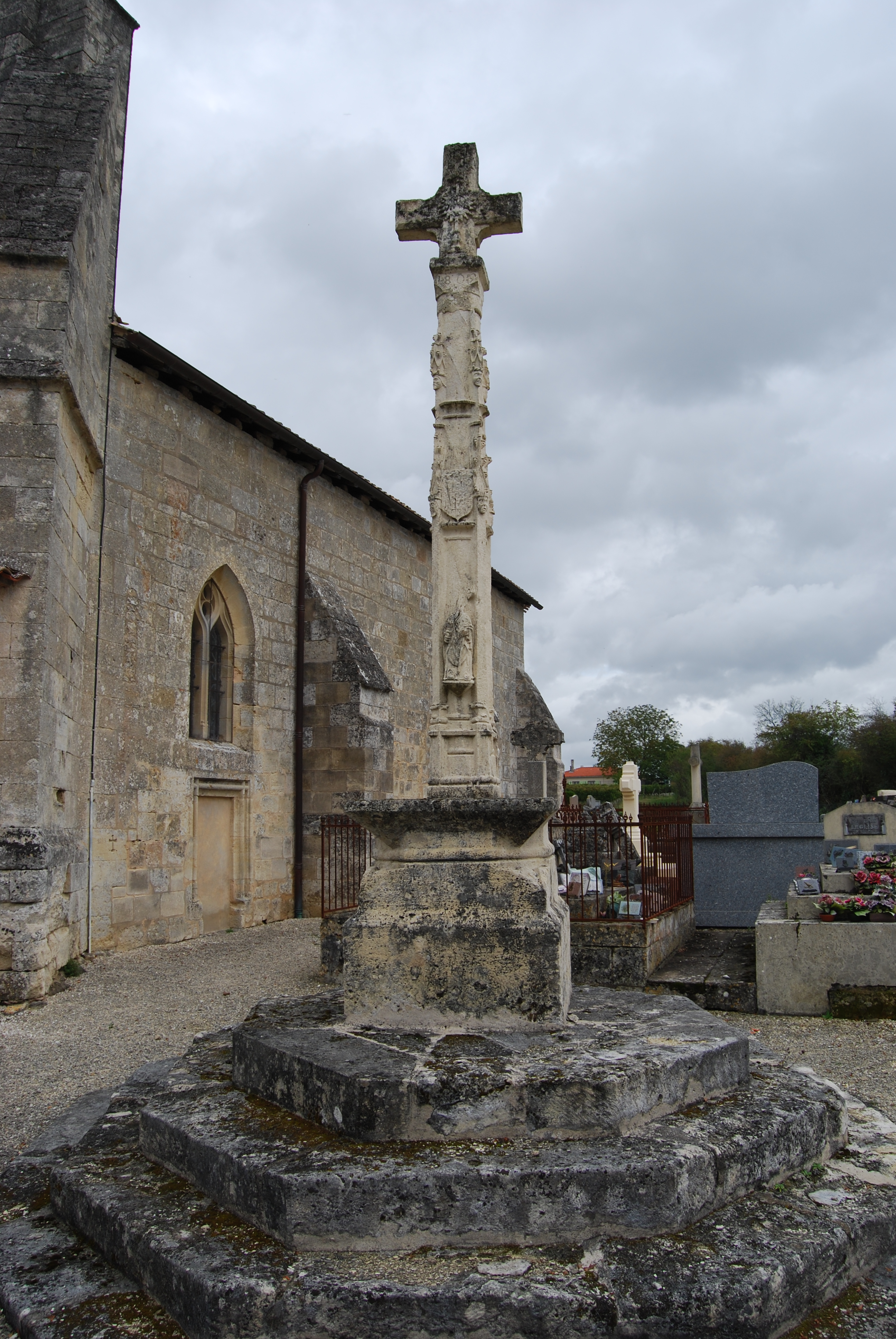
Blésignac
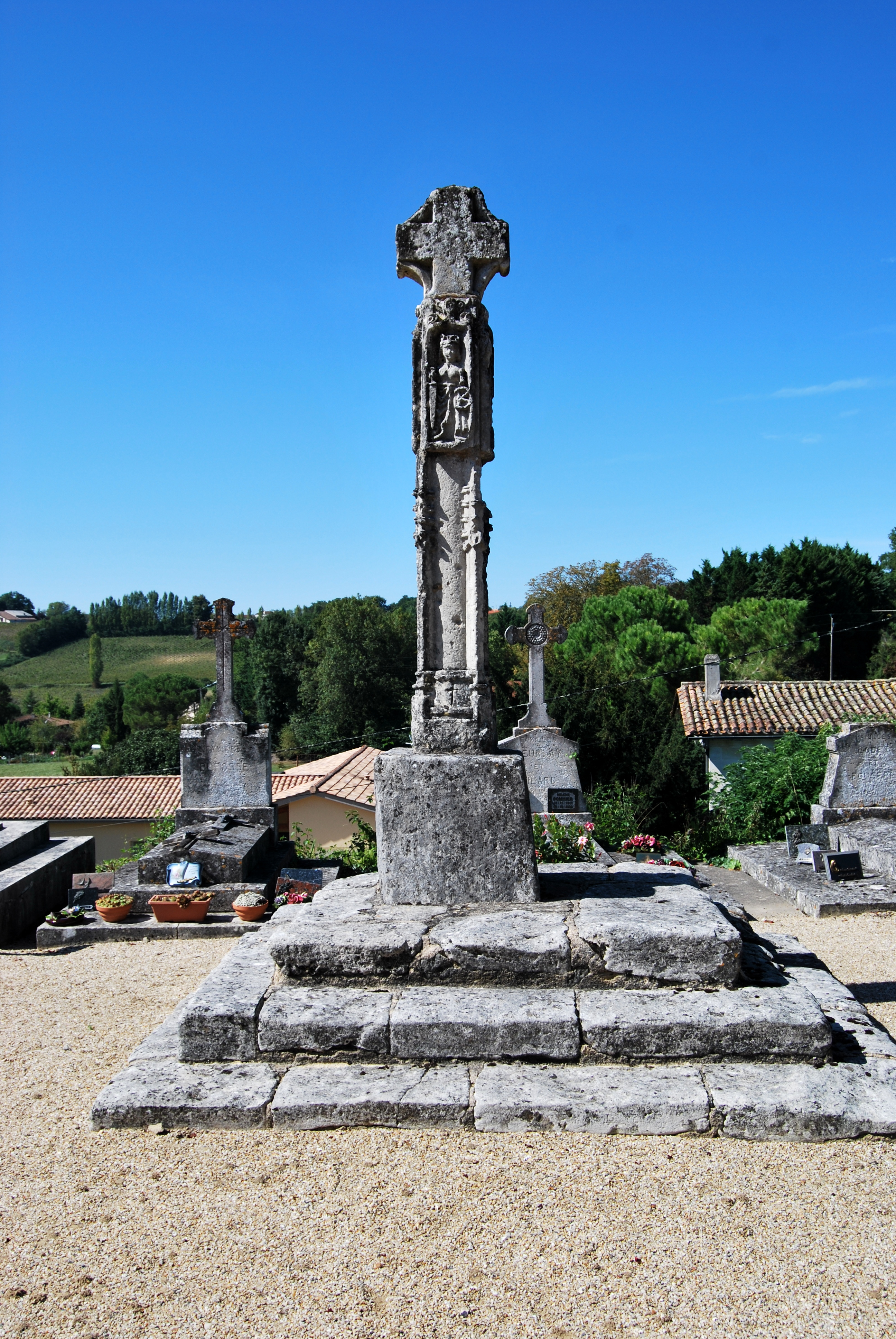
Bonzac
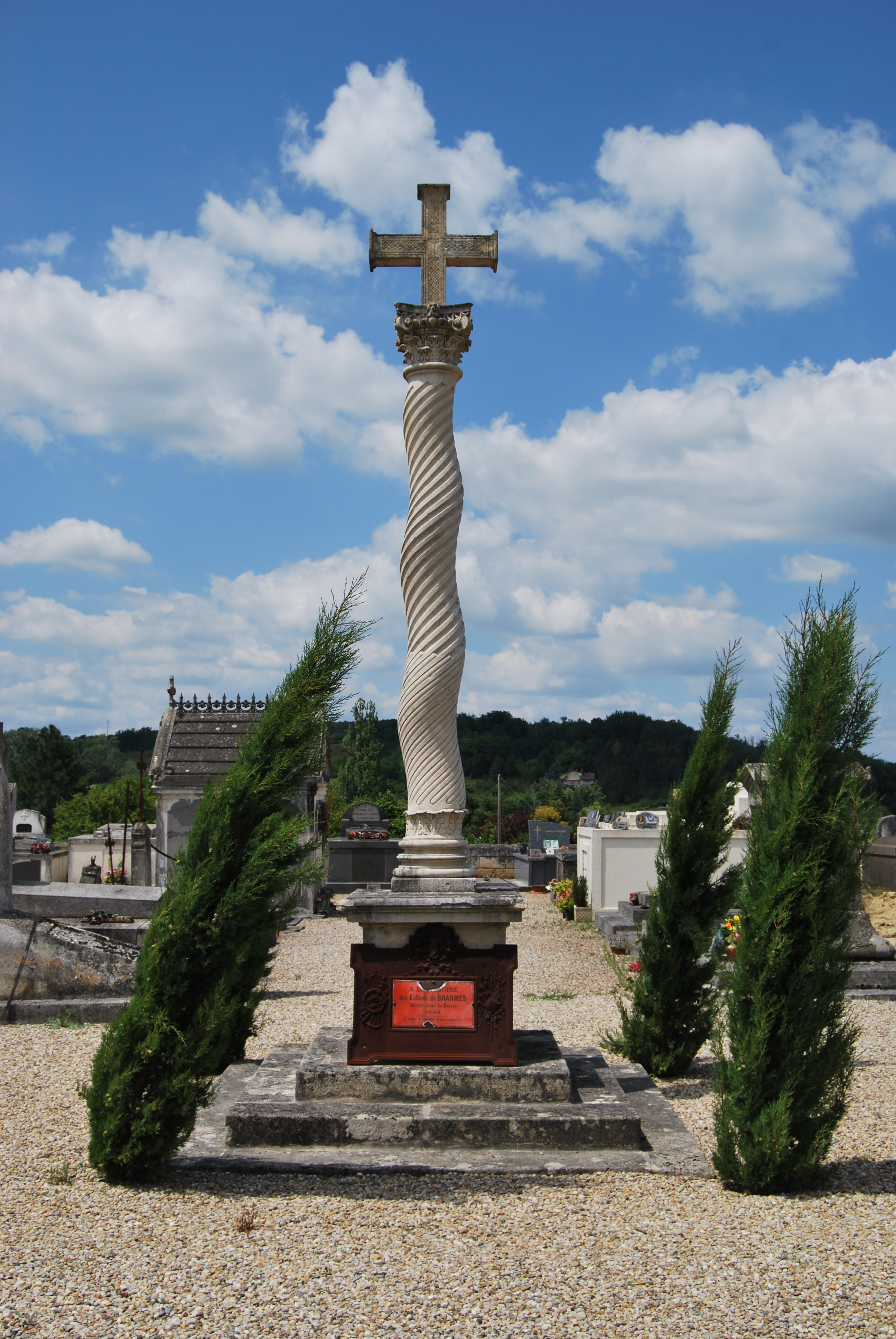
Branne
- Cartelègue
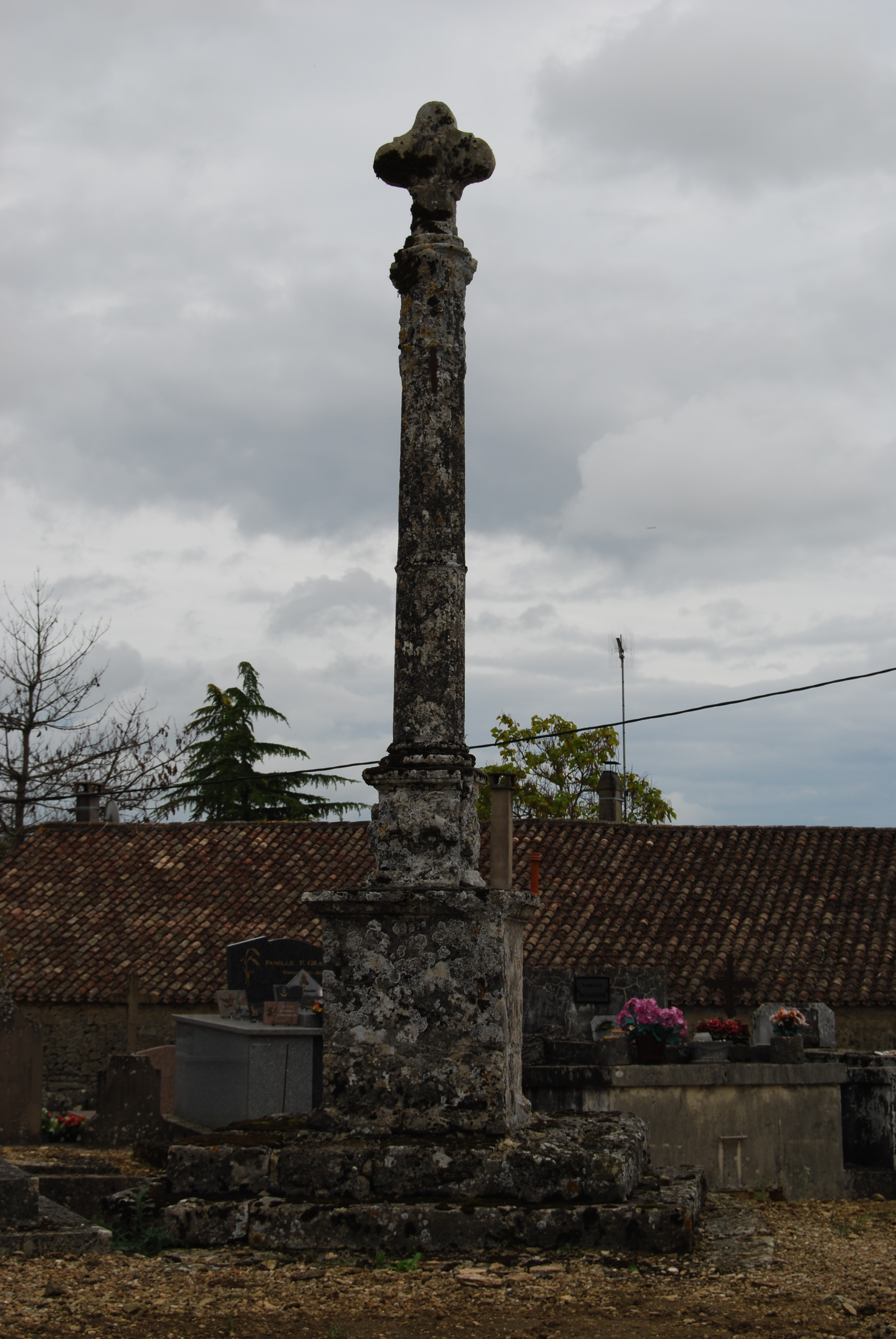
Courpiac
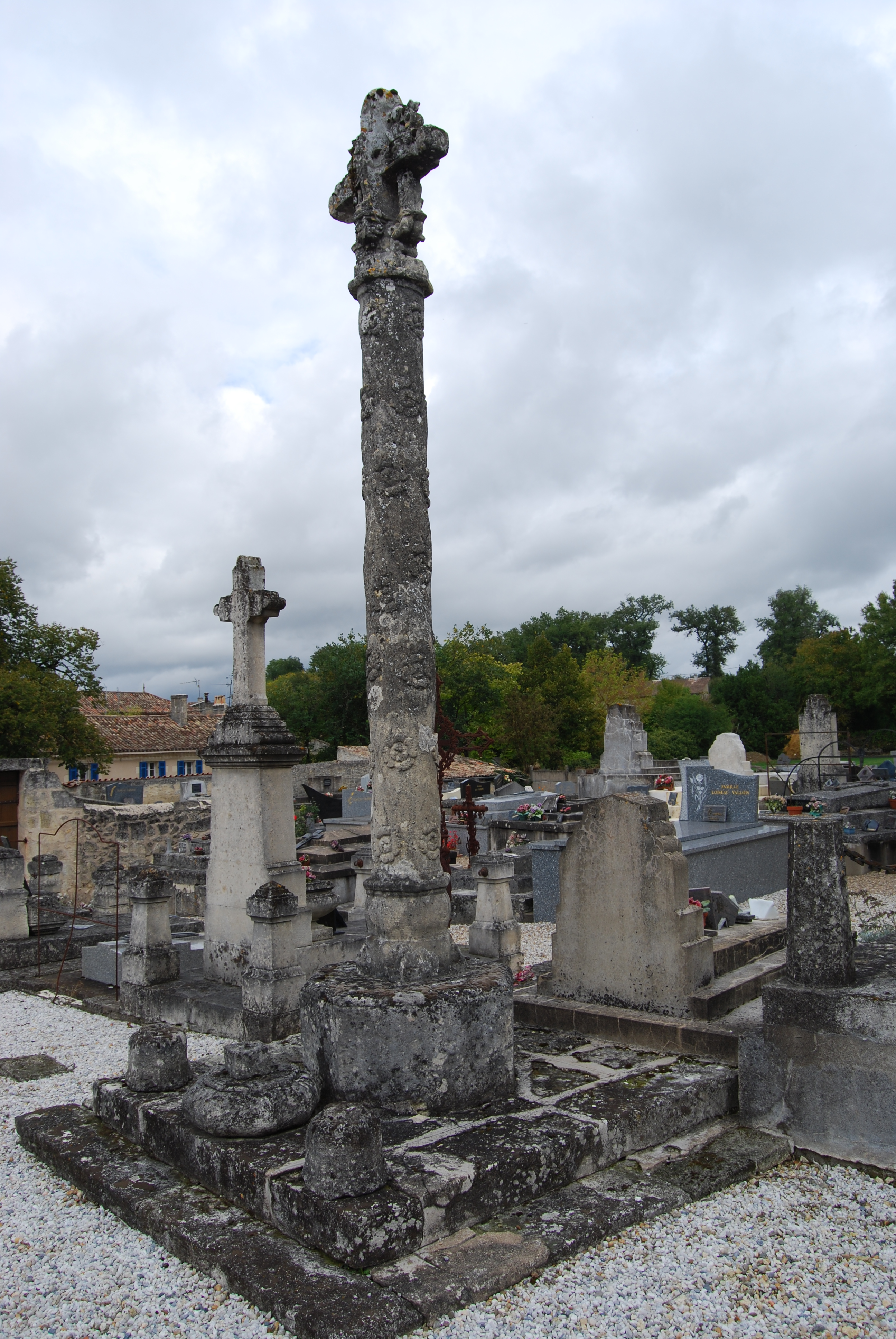
Daignac
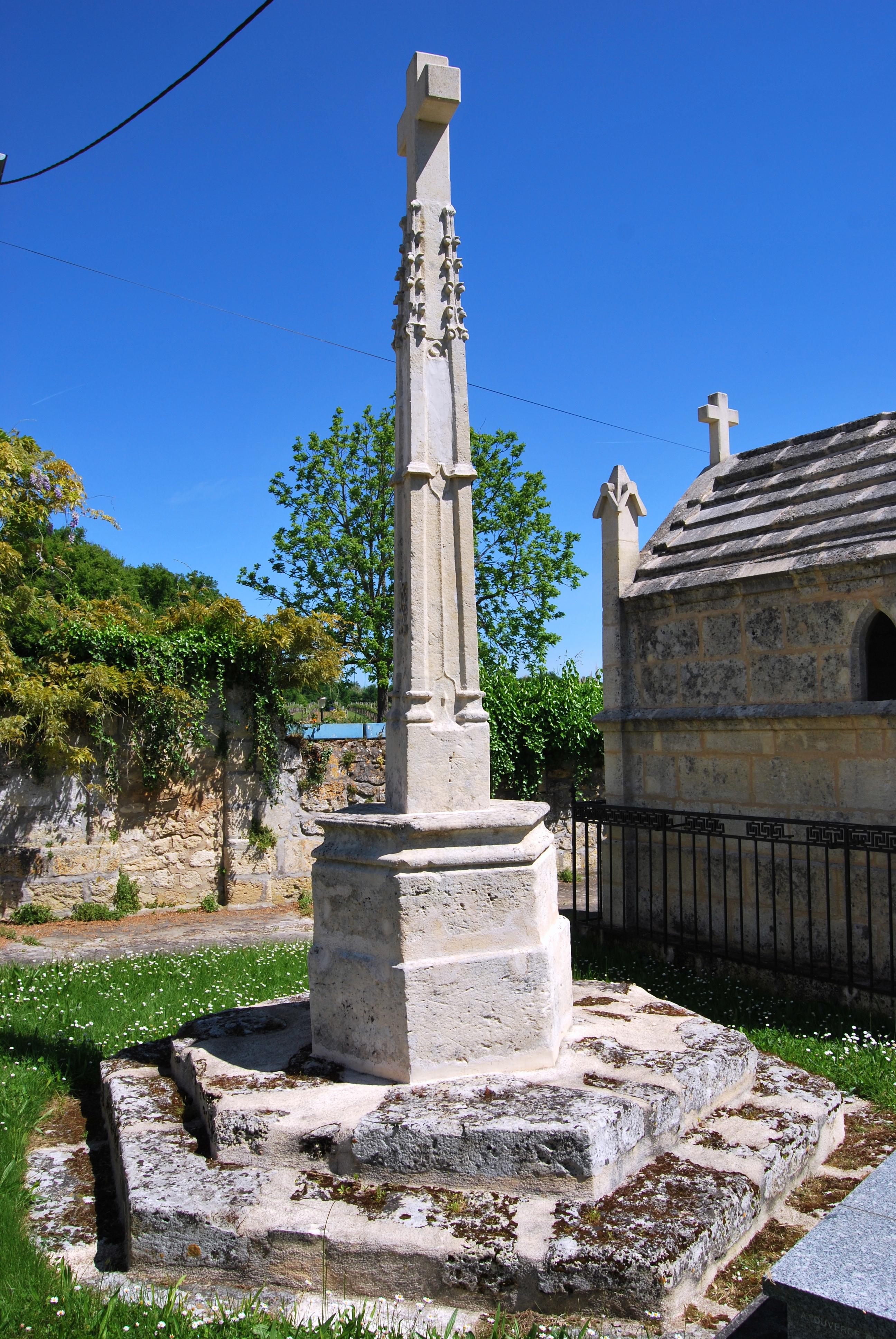
Dardenac
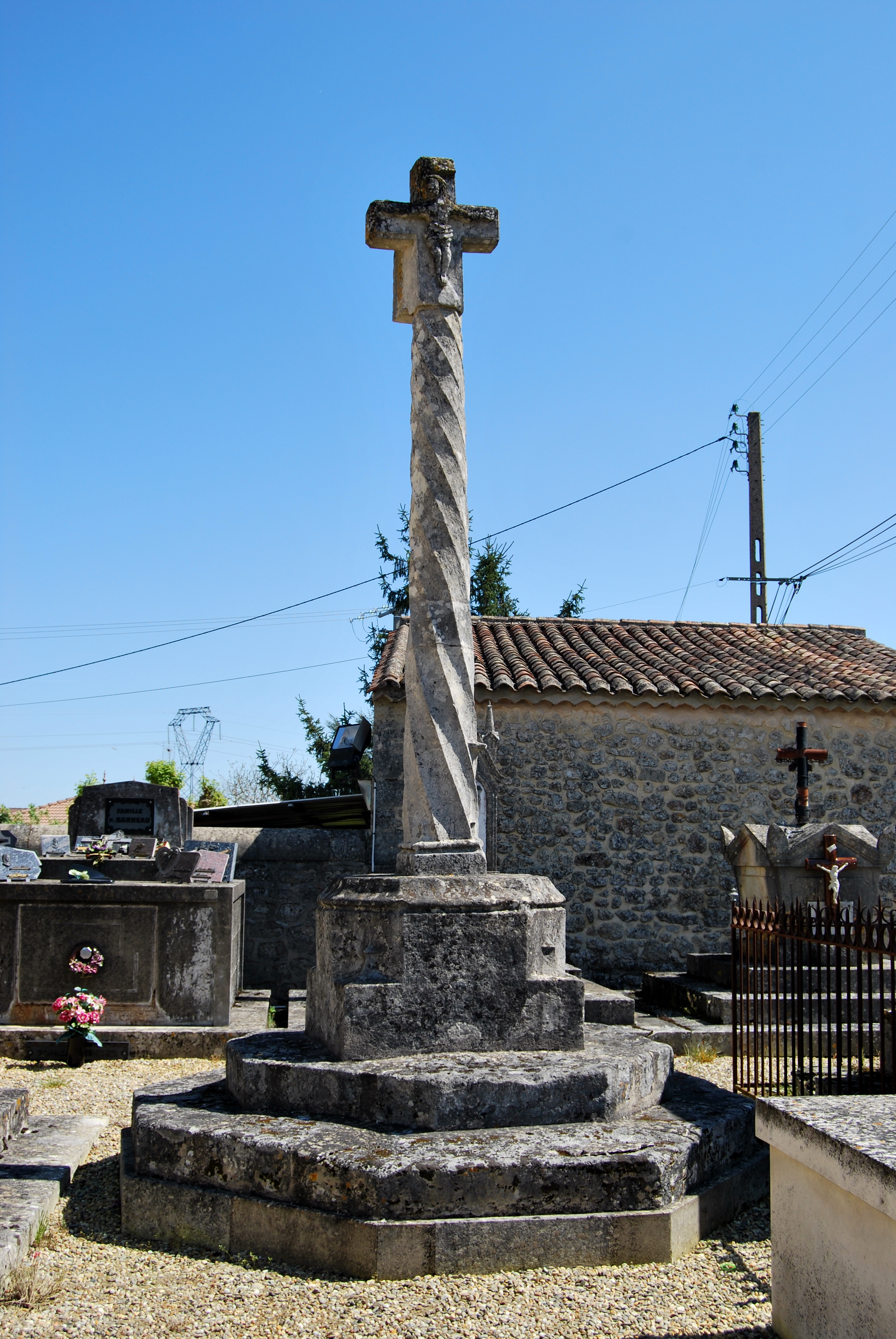
Guillac
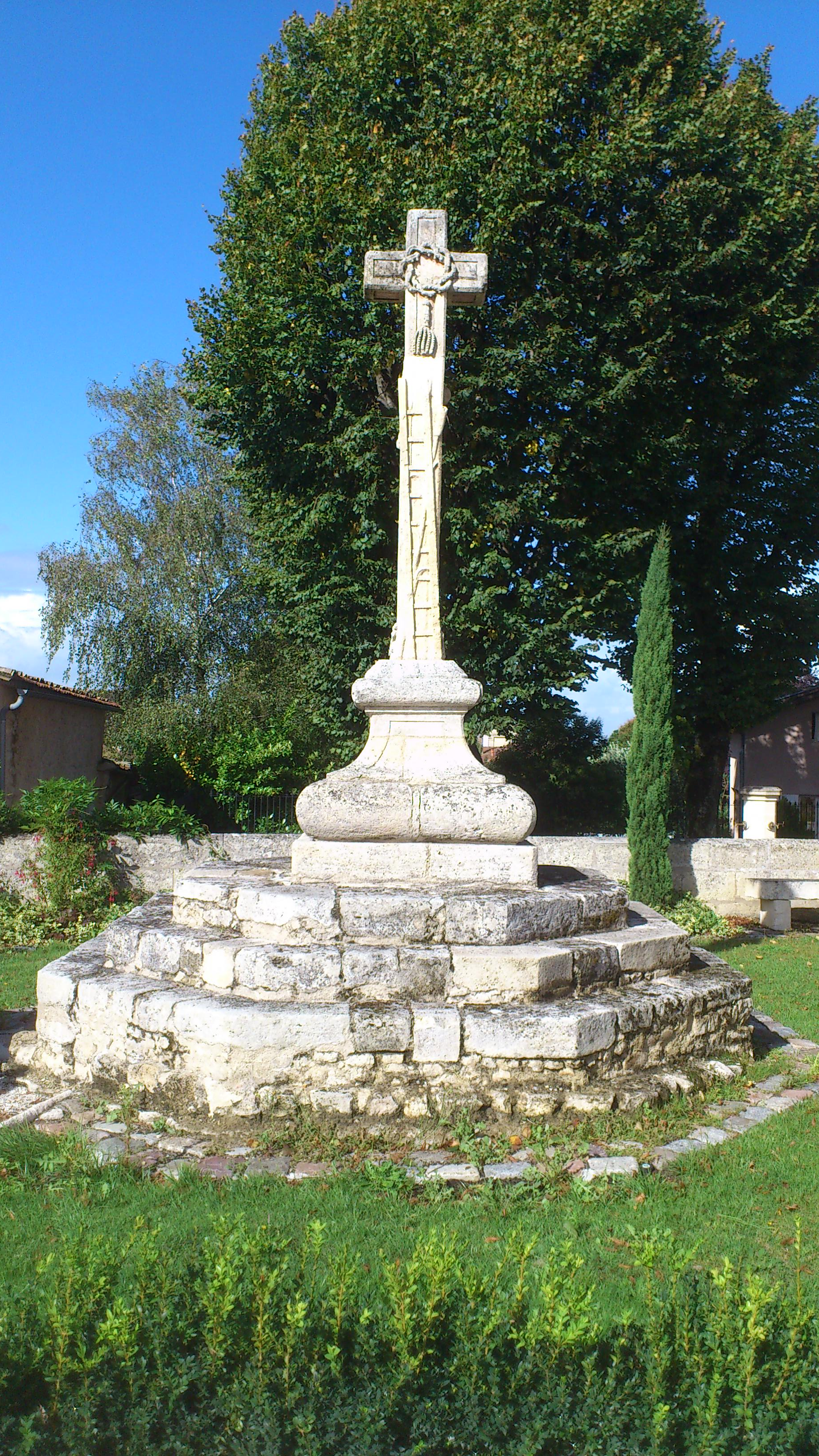
La Lande-de-Fronsac
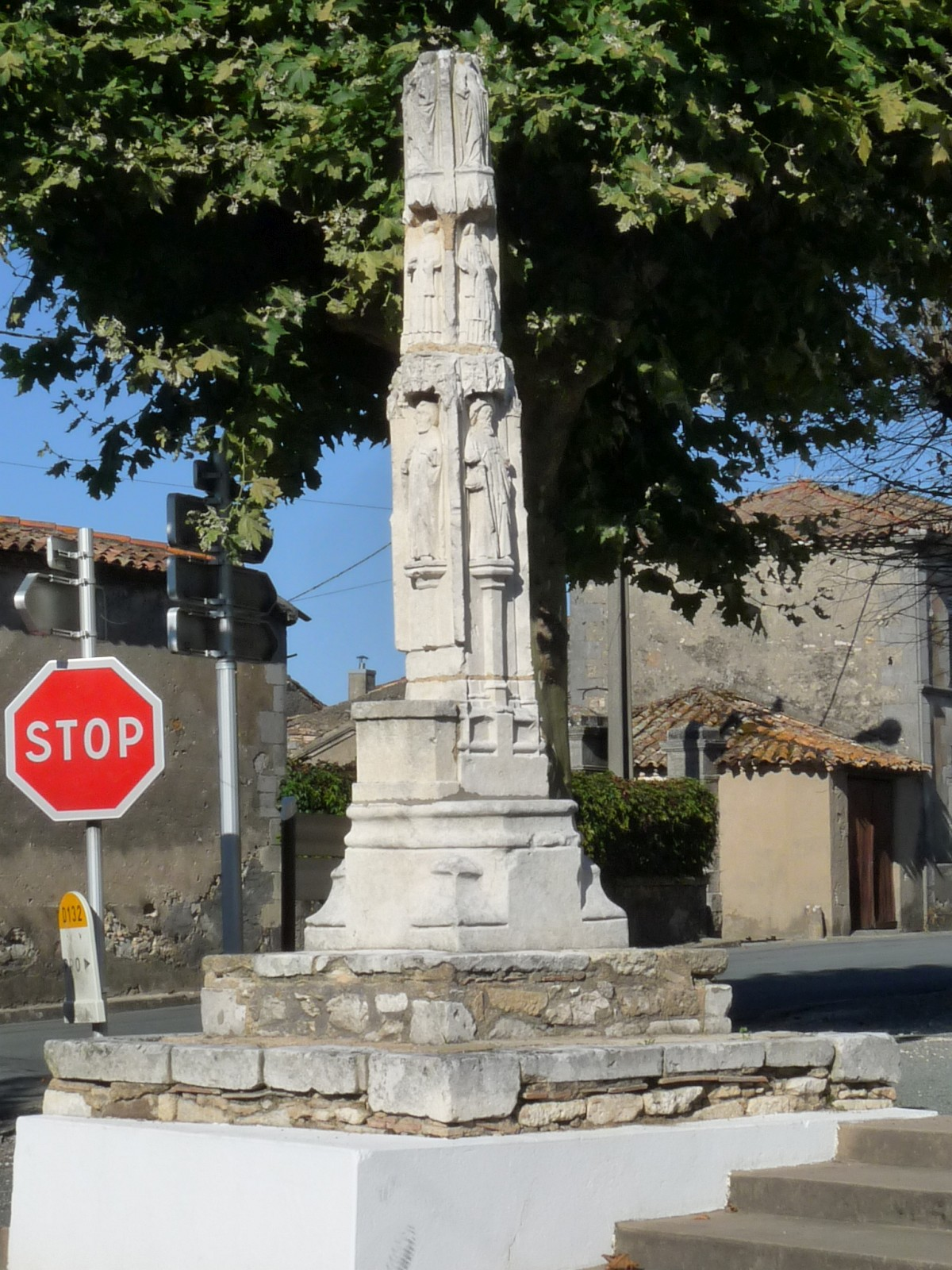
Marcillac
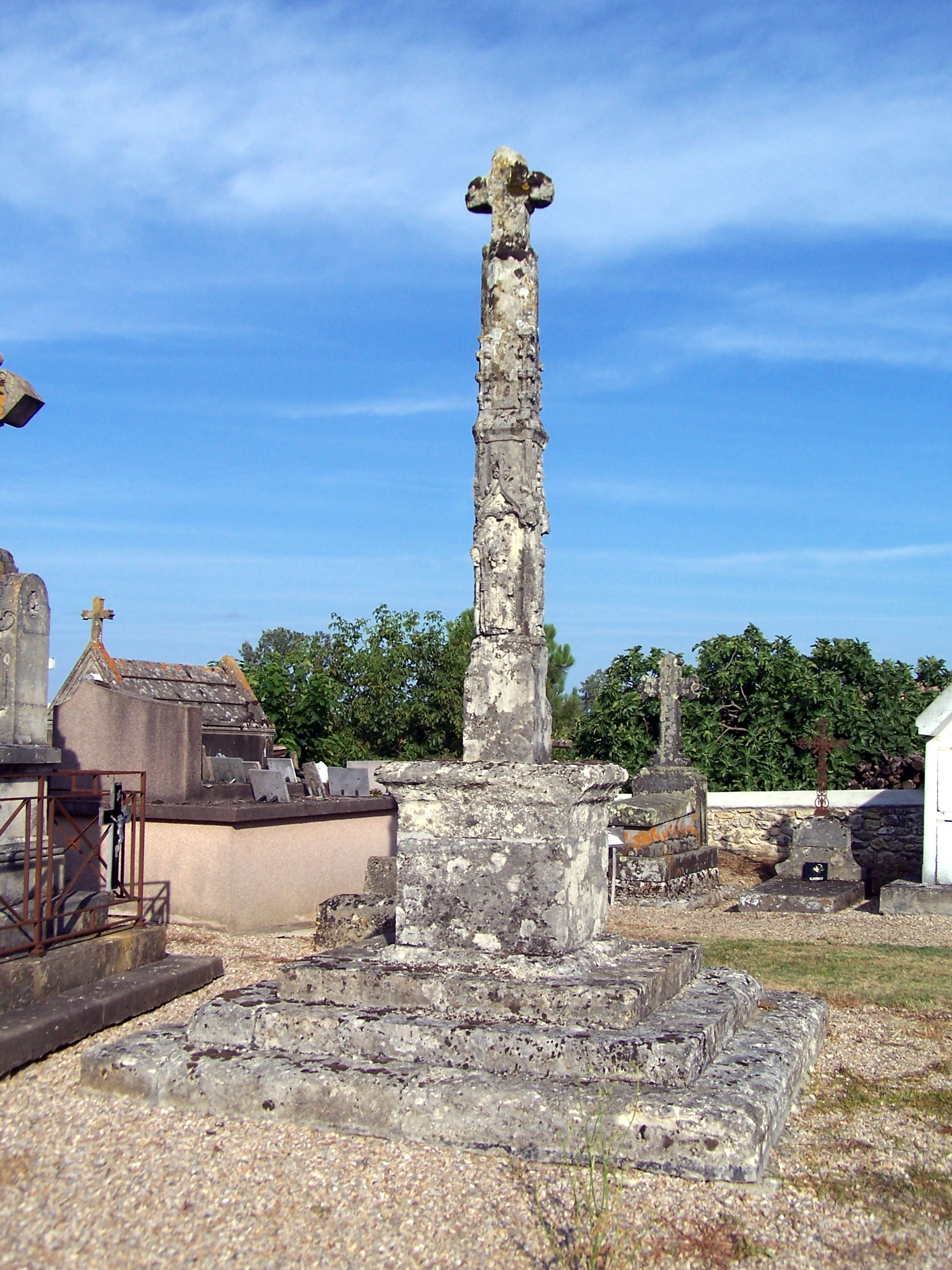
Mauriac
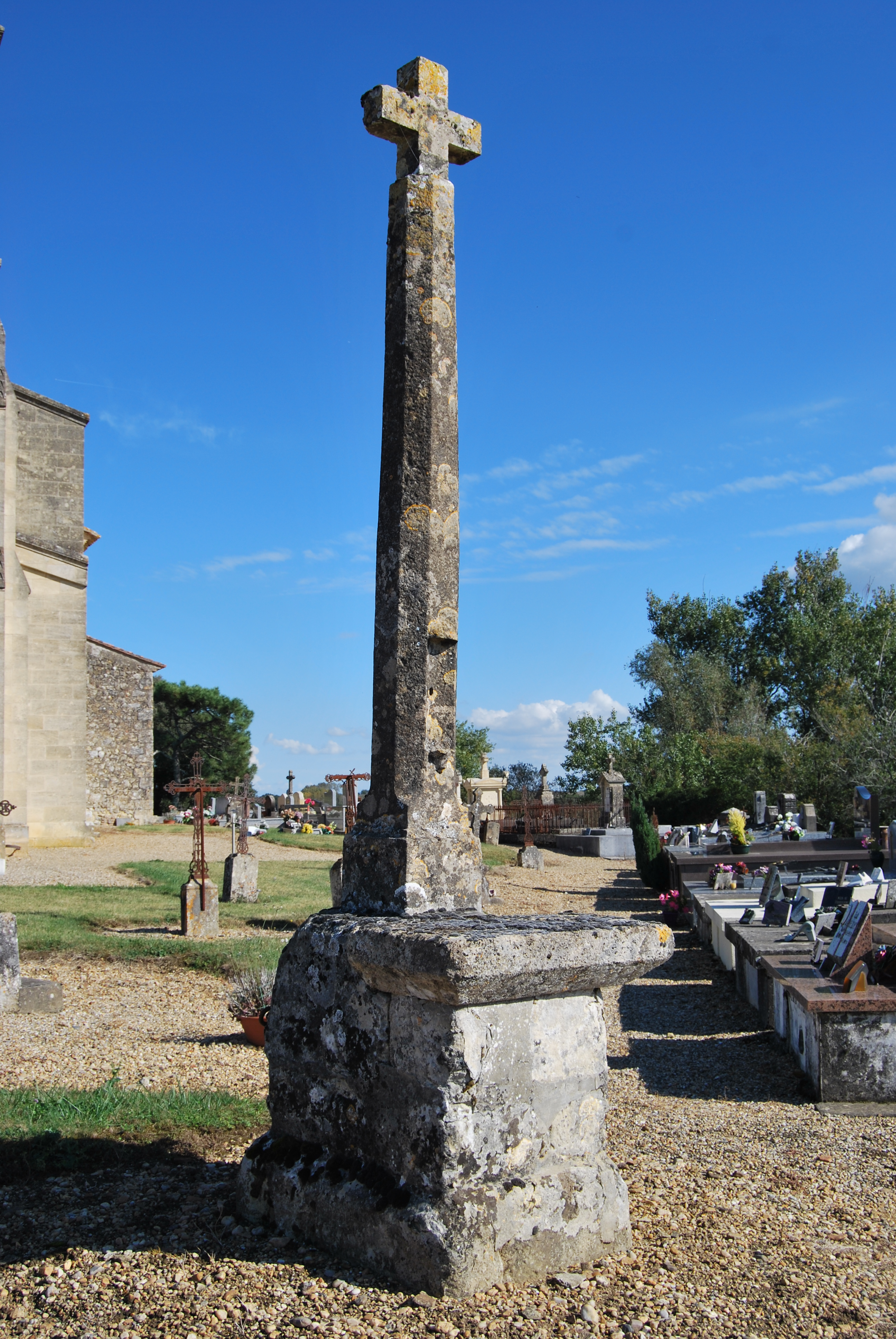
Monprimblanc
- Mouliets-et-Villemartin
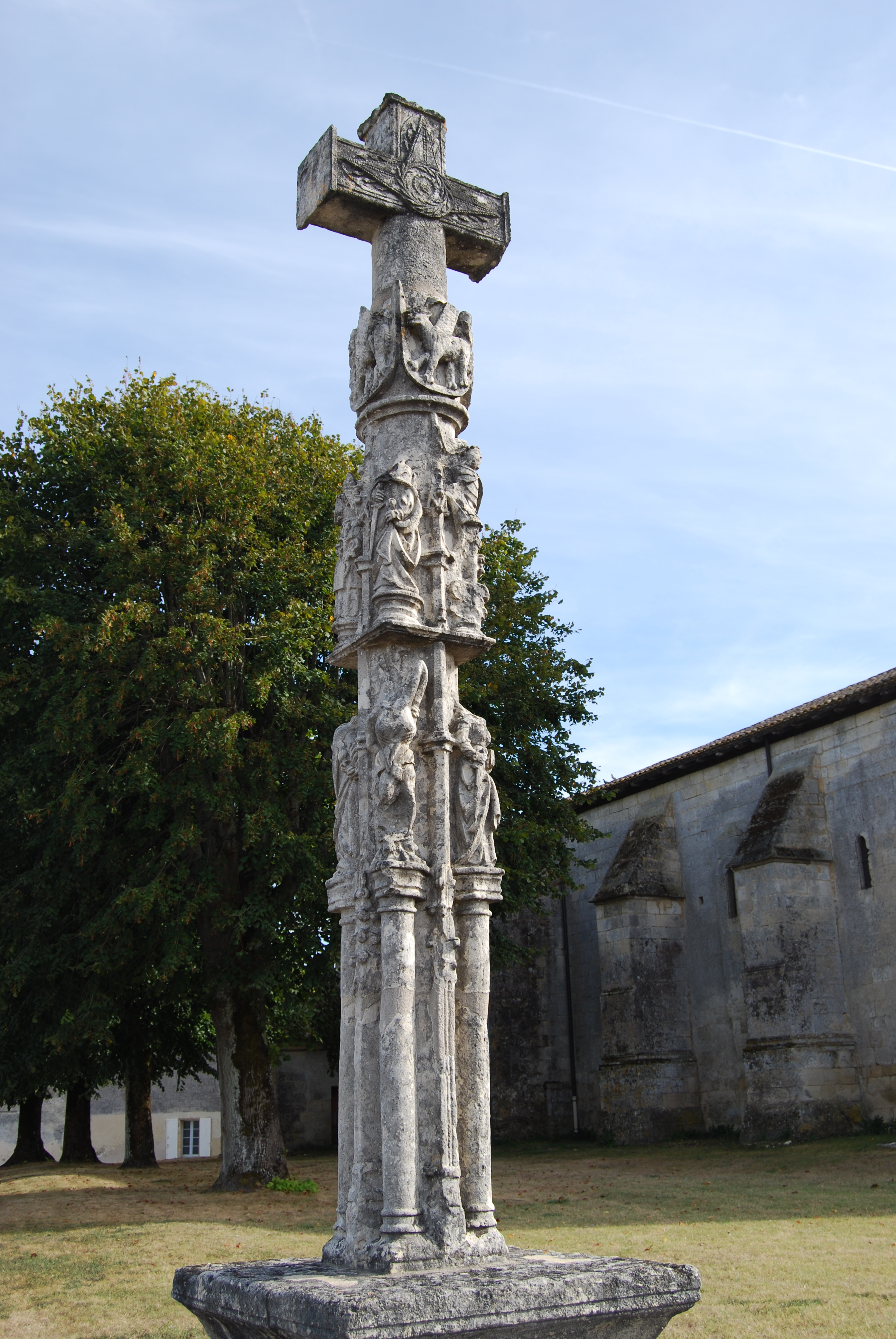
Nérigean
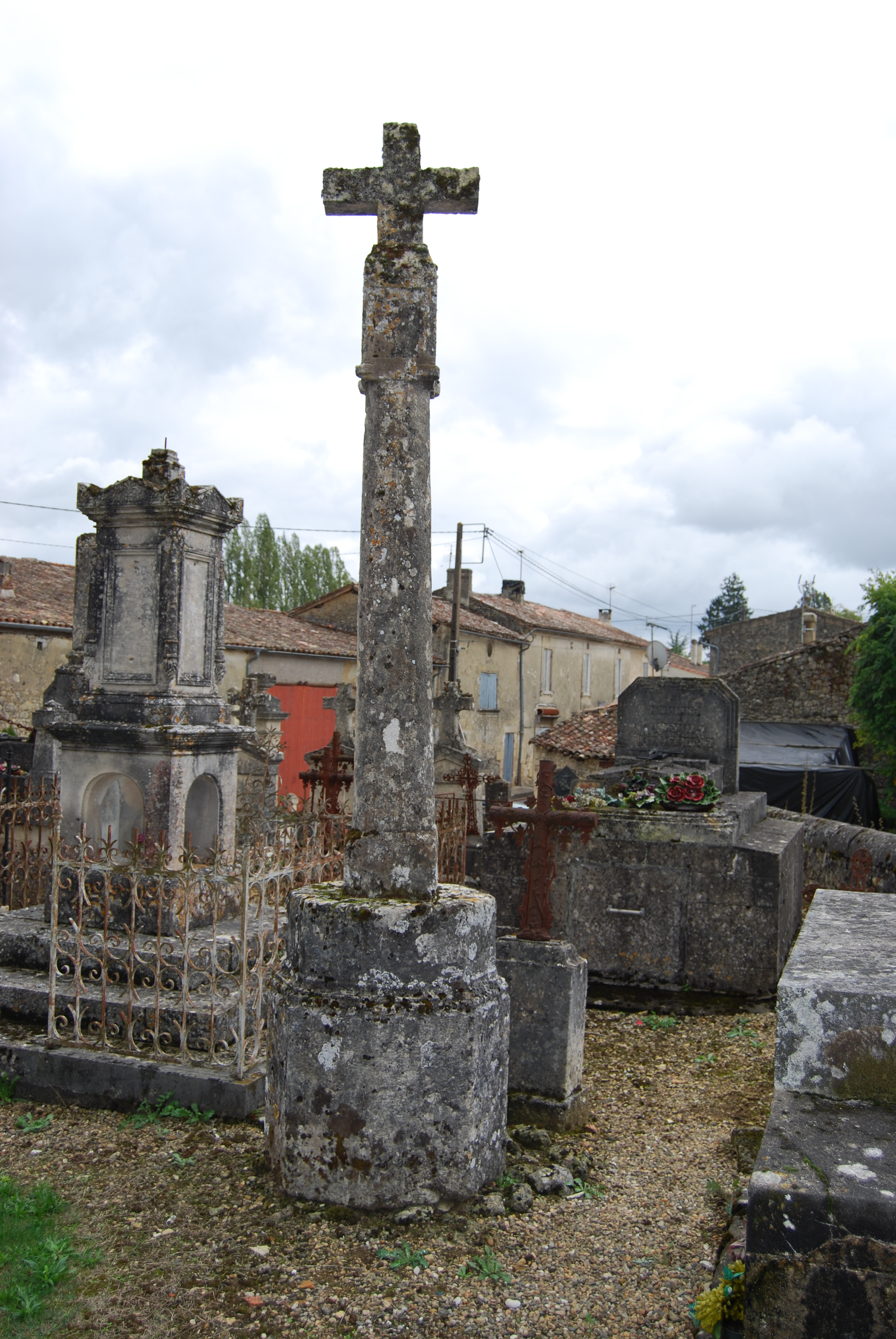
Romagne
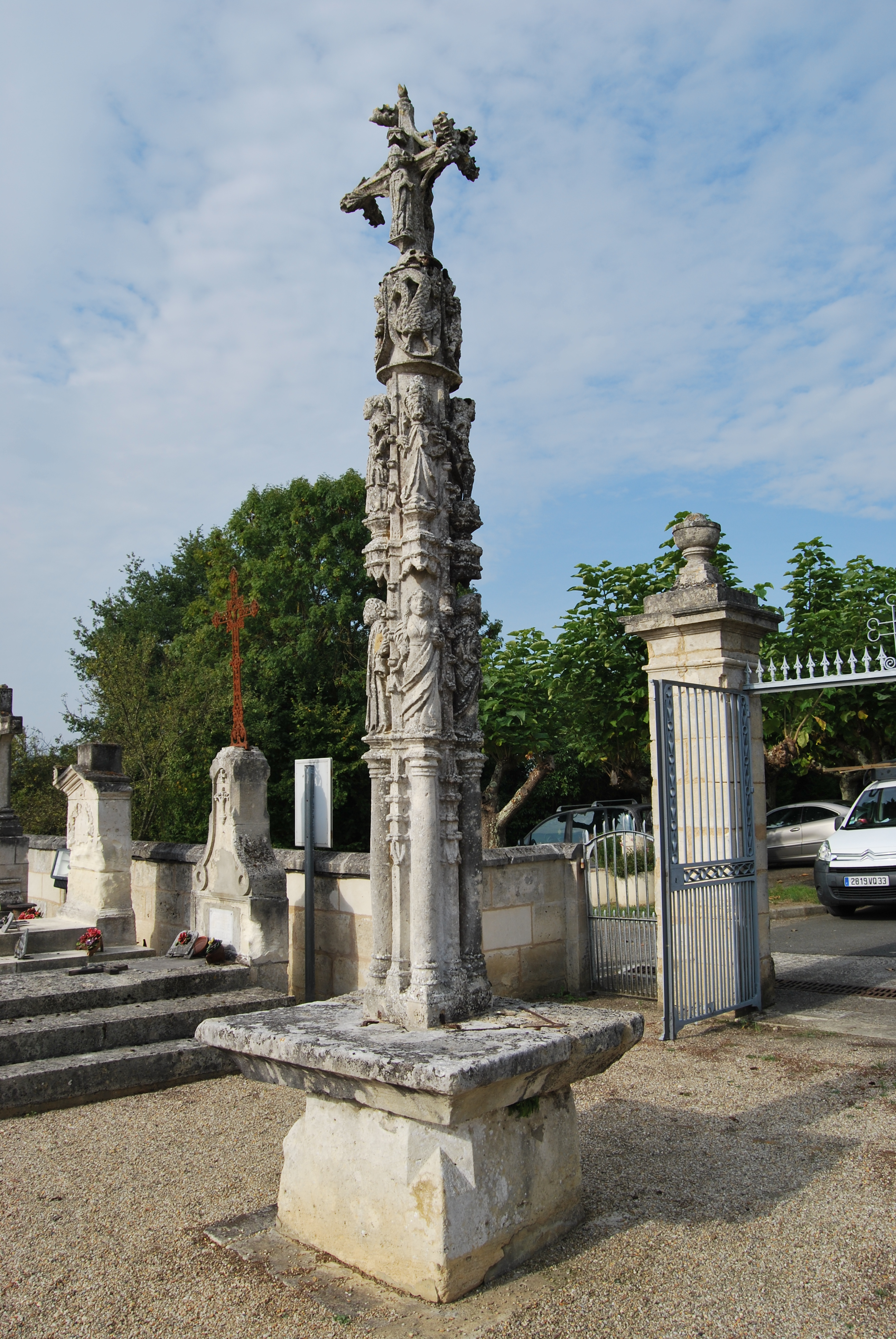
Saillans
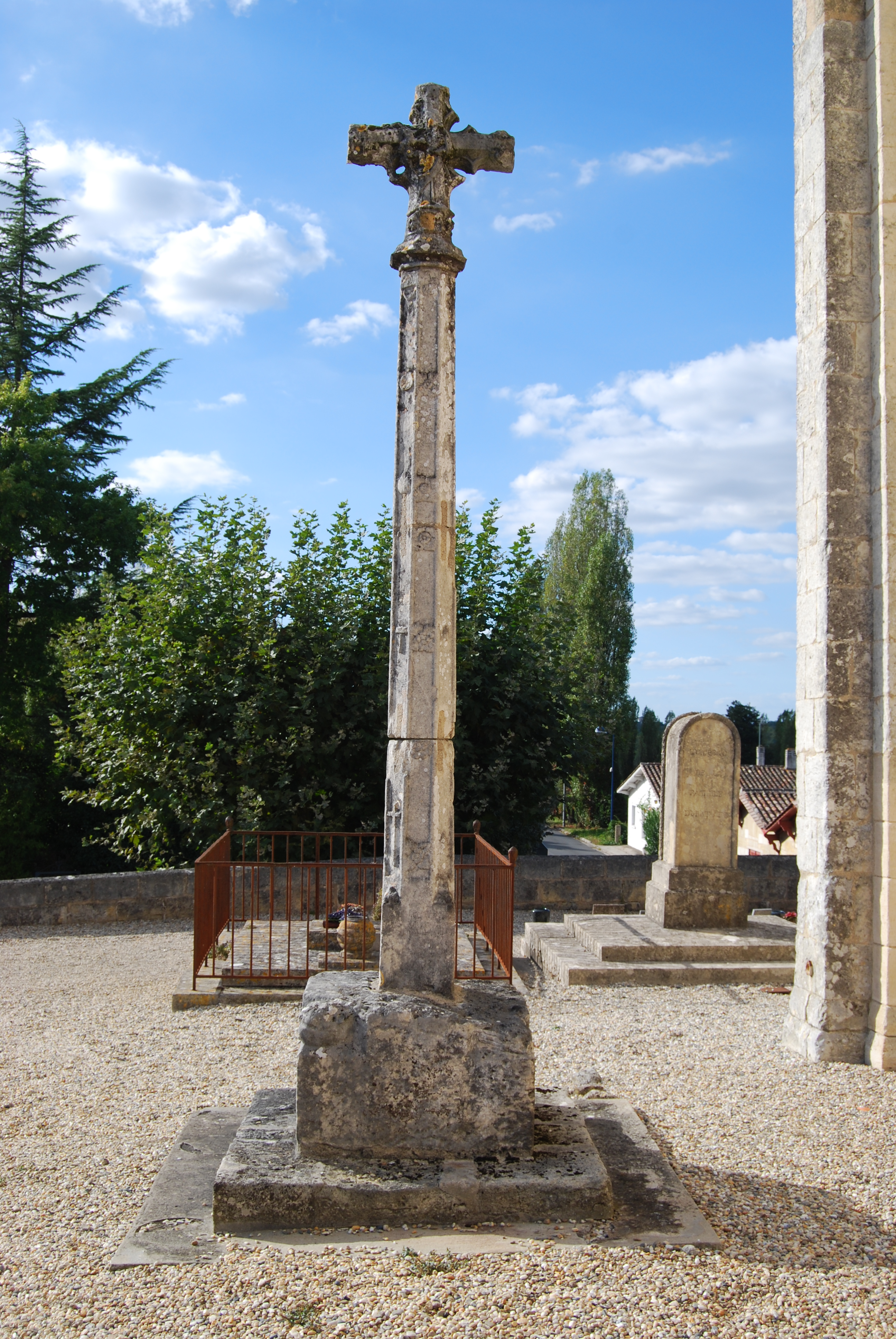
Saint-Caprais-de-Bordeaux
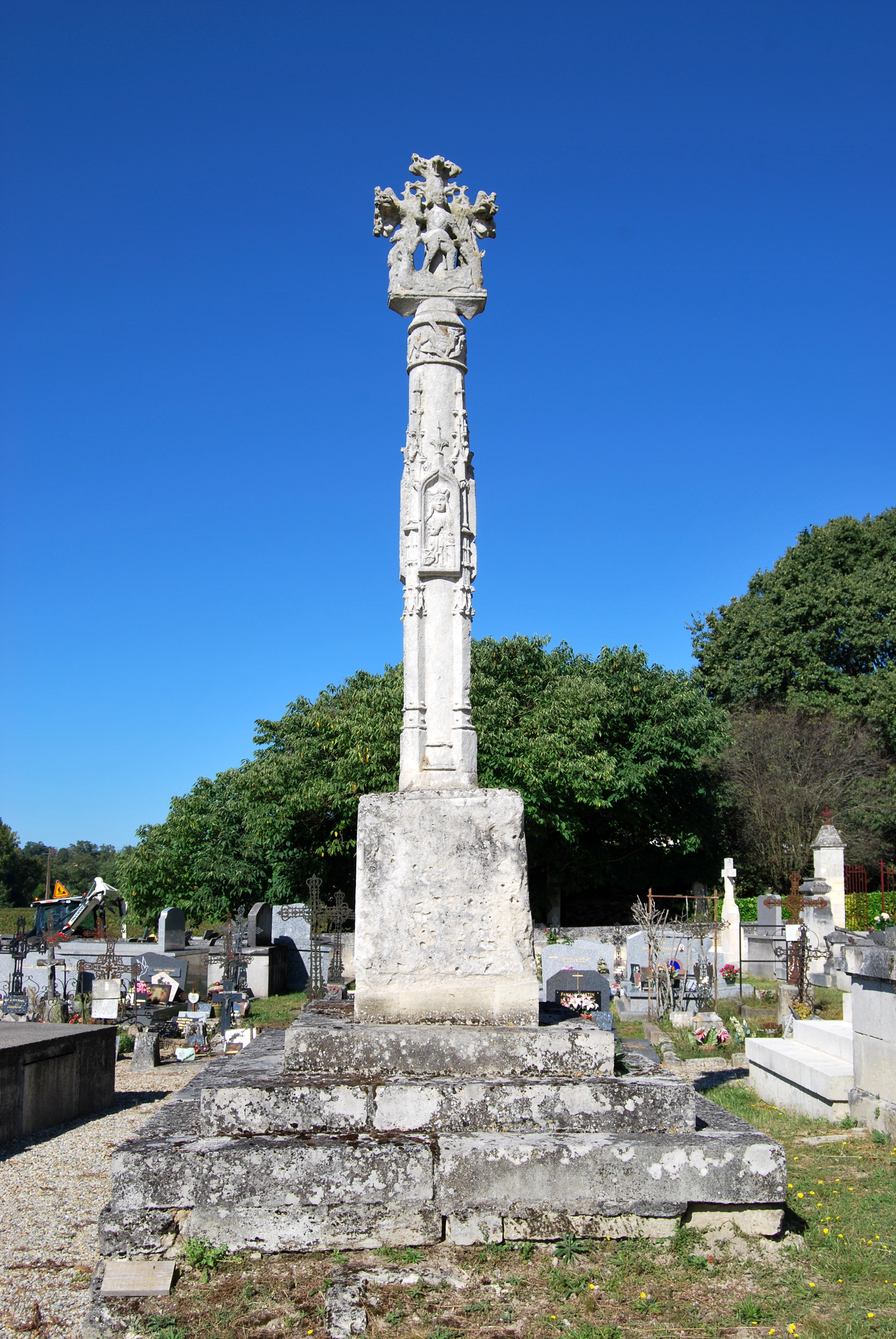
Saint-Germain de la Rivière
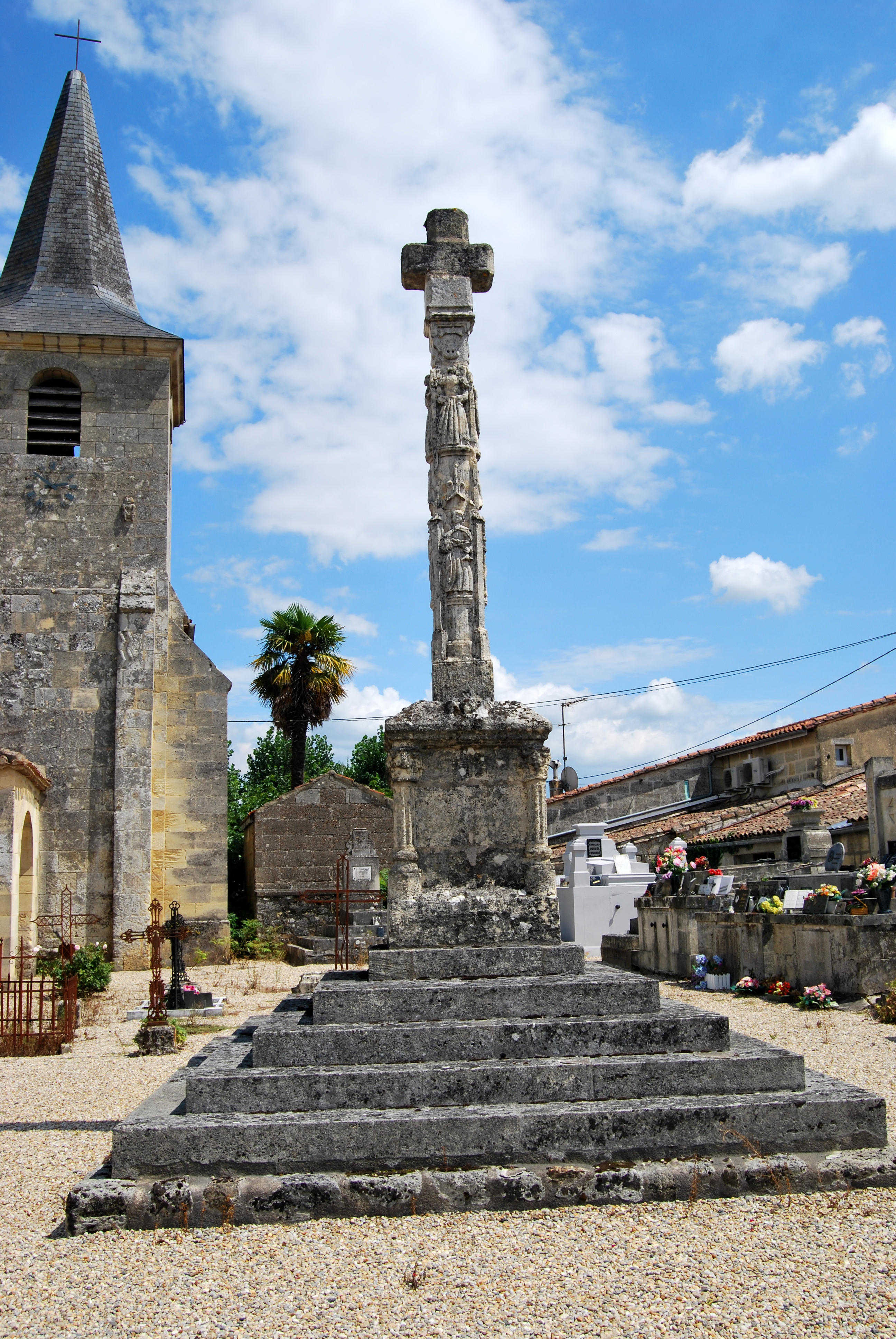
Saint-Pey-d'Armens
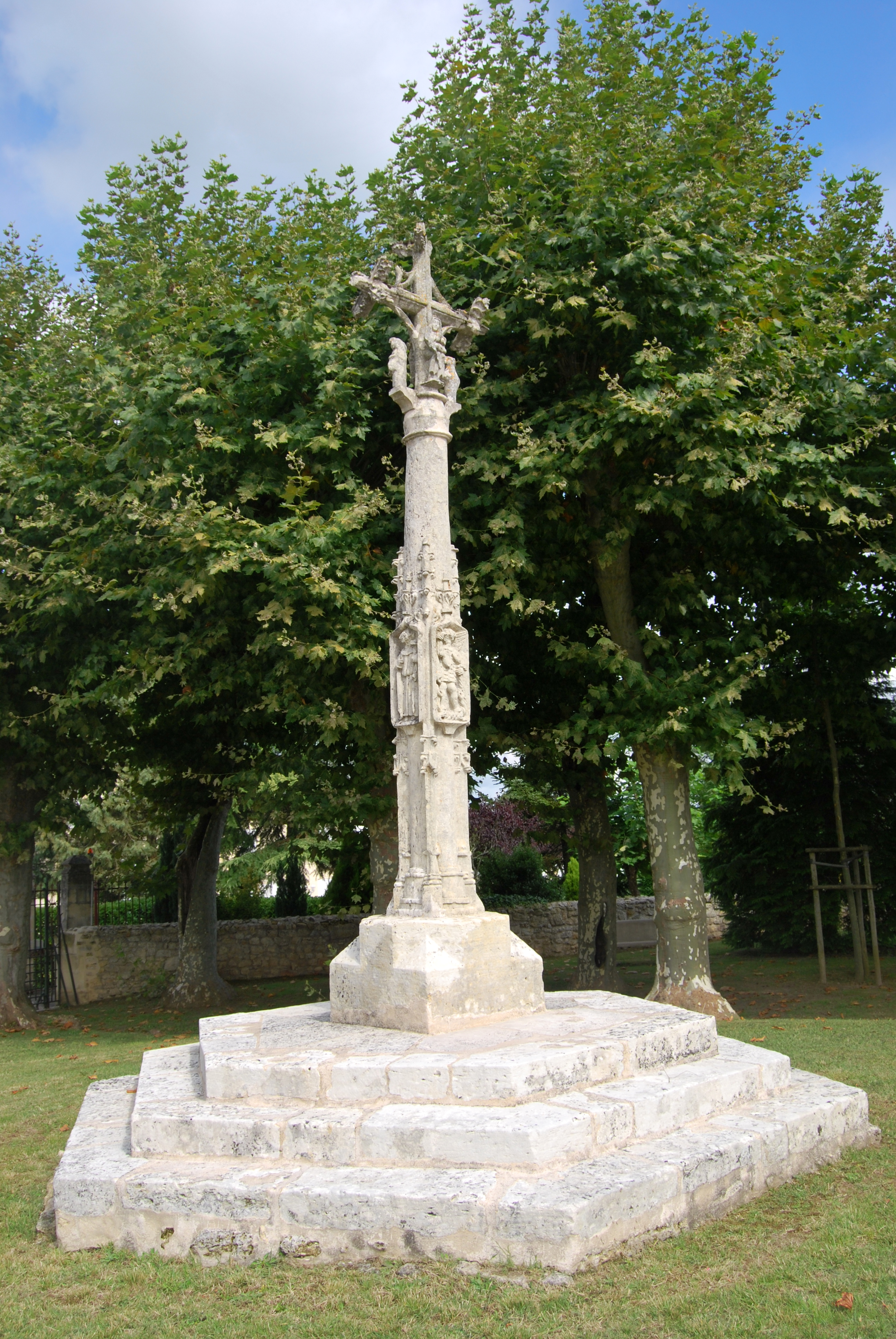
Saint-Sulpice et Cameyrac
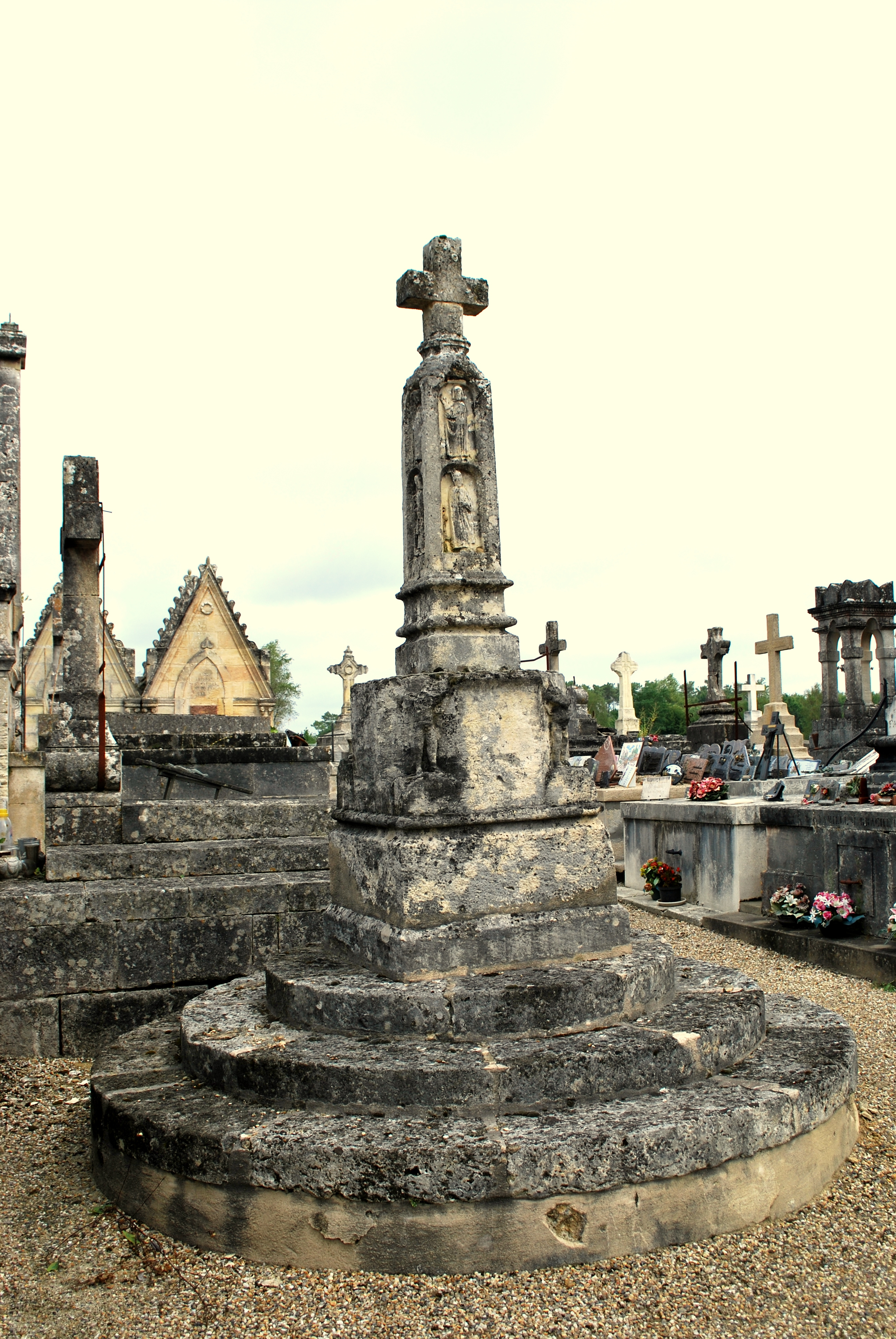
Saint-Vivien-de-Blaye
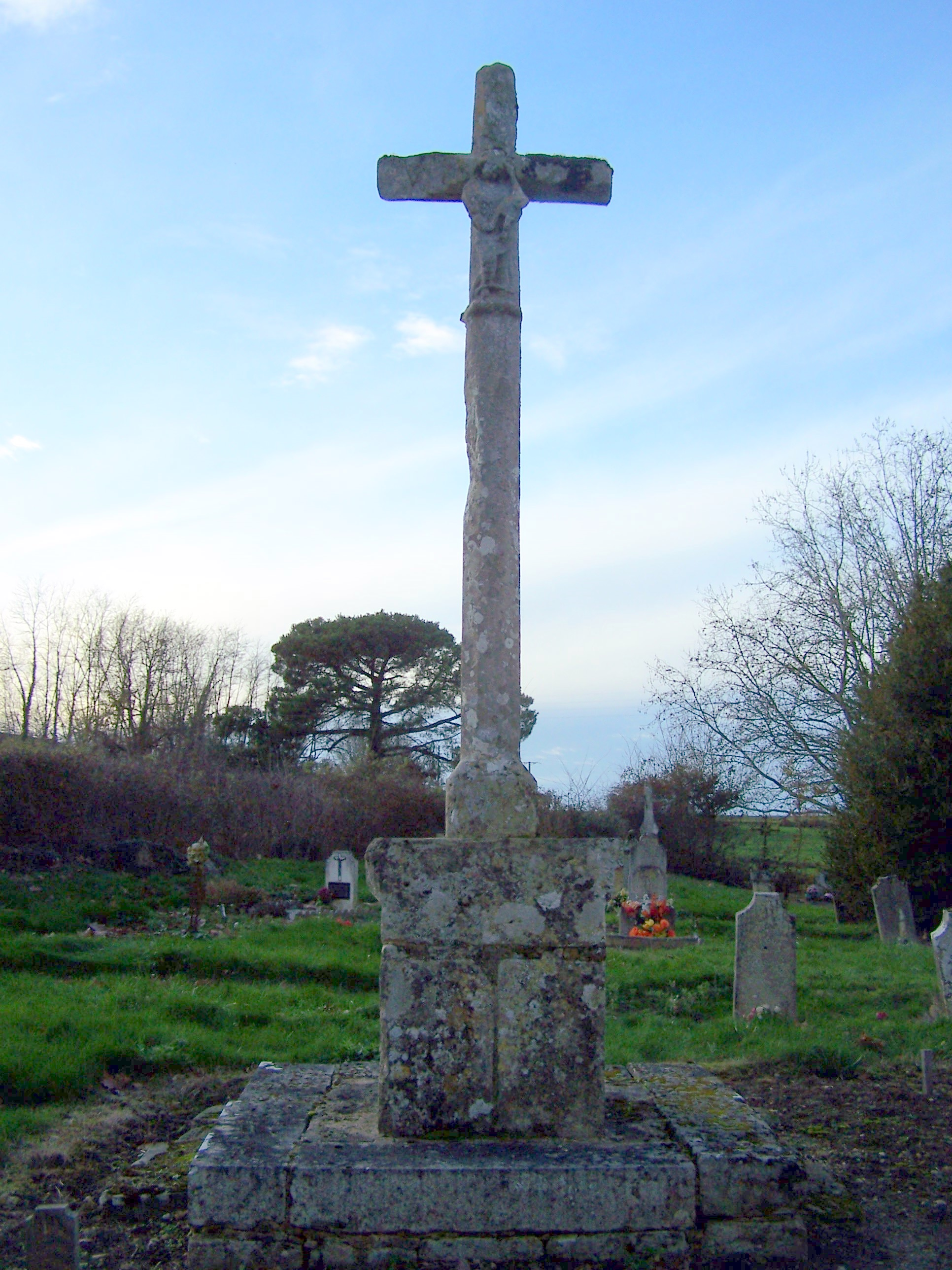
Sigalens

- Avensan
- Baigneaux
- Belin-Béliet
- Blésignac
- Bonzac
- Branne
- Courpiac
- Daignac
- Dardenac
- Guillac
- La Lande-de-Fronsac
- Marcillac
- Mauriac
- Monprimblanc
- Nérigean
- Romagne
- Saillans
- Saint-Caprais-de-Bordeaux
- Saint-Germain de la Rivière
- Saint-Pey-d'Armens
- Saint-Sulpice et Cameyrac
- Saint-Vivien-de-Blaye
- Sigalens

### Ille-et-Vilaine
- Saint-Sulpice-des-Landes

### Indre
- Nohant-Vic
- Vouillon

### Indre-et-Loire
- Cormery
- Villaines-les-Rochers
- Le Louroux

### Loiret
- Ferrières-en-Gâtinais
- Yevre le chatel, st Lubin

### Haute-Marne
- Chassigny-Aisey

### Mayenne
- Le Housseau-Brétignolles
- Lassay-les-Châteaux

### Oise
- Acy-en-Multien
- Montgerain
- Saint-Martin-aux-Bois

### Orne
- La Cochère

### Sarthe
- Chahaignes

### Seine-Maritime
- Anglesqueville-la-Bras-Long (nimbée)
- Criquebeuf-en-Caux
- Gueutteville-les-Grès (nimbée)
- Néville (nimbée)
- Sainte-Austreberthe (nimbée)
- Saint-Ouen-sous-Bailly
- Saint-Pierre-en-Port (nimbée)
- Vatteville-la-Rue
- Veules-les-Roses (nimbée)

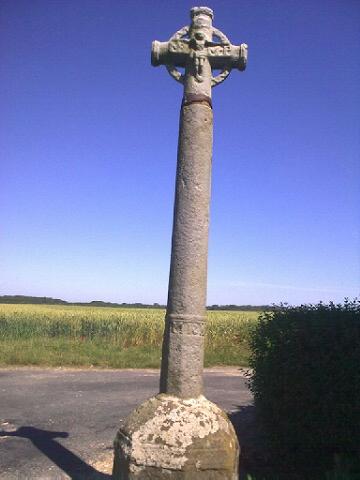
Croix nimbée de Saint-Pierre-en-Port
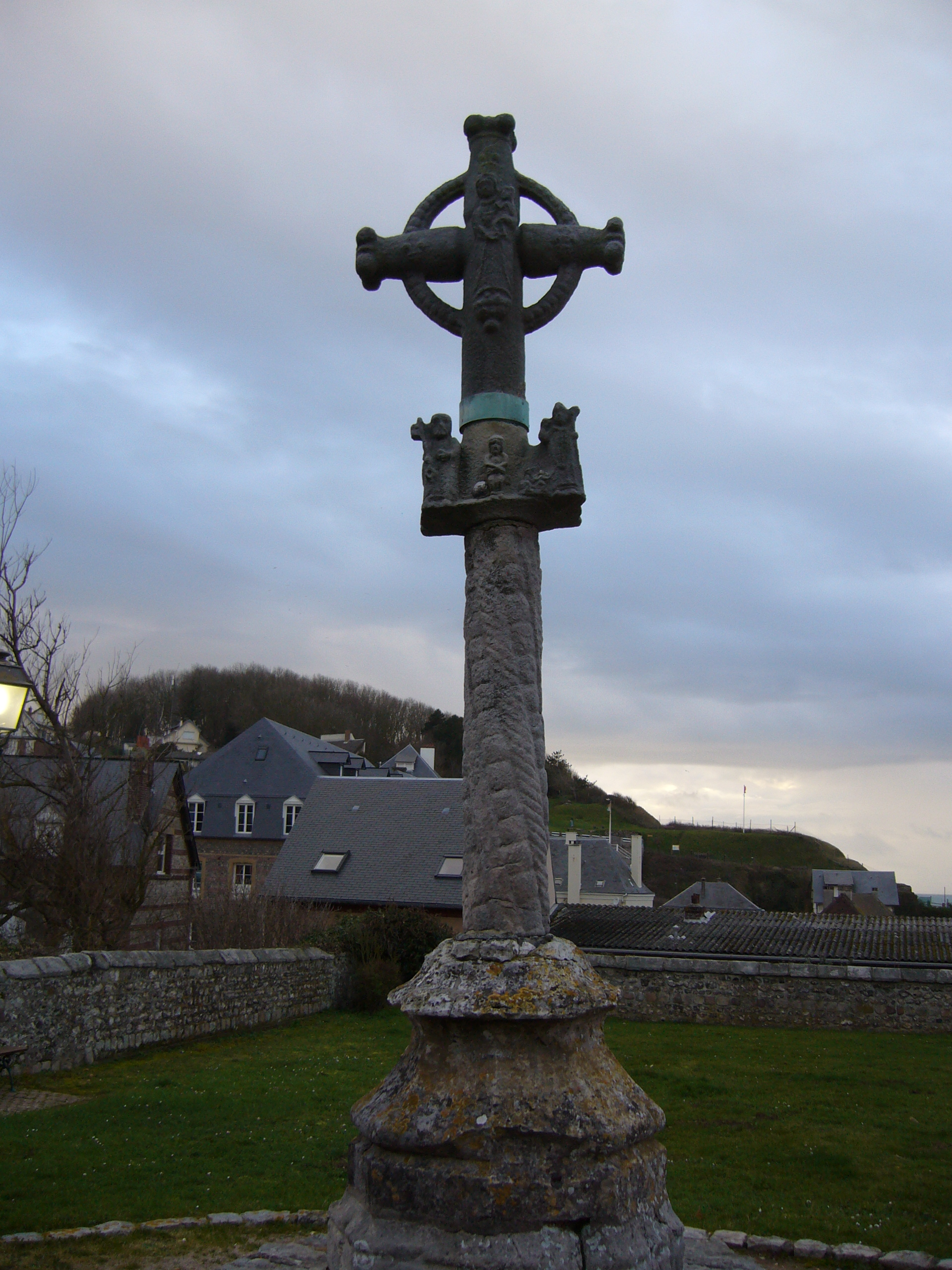
Croix nimbée de Veules-les-Roses
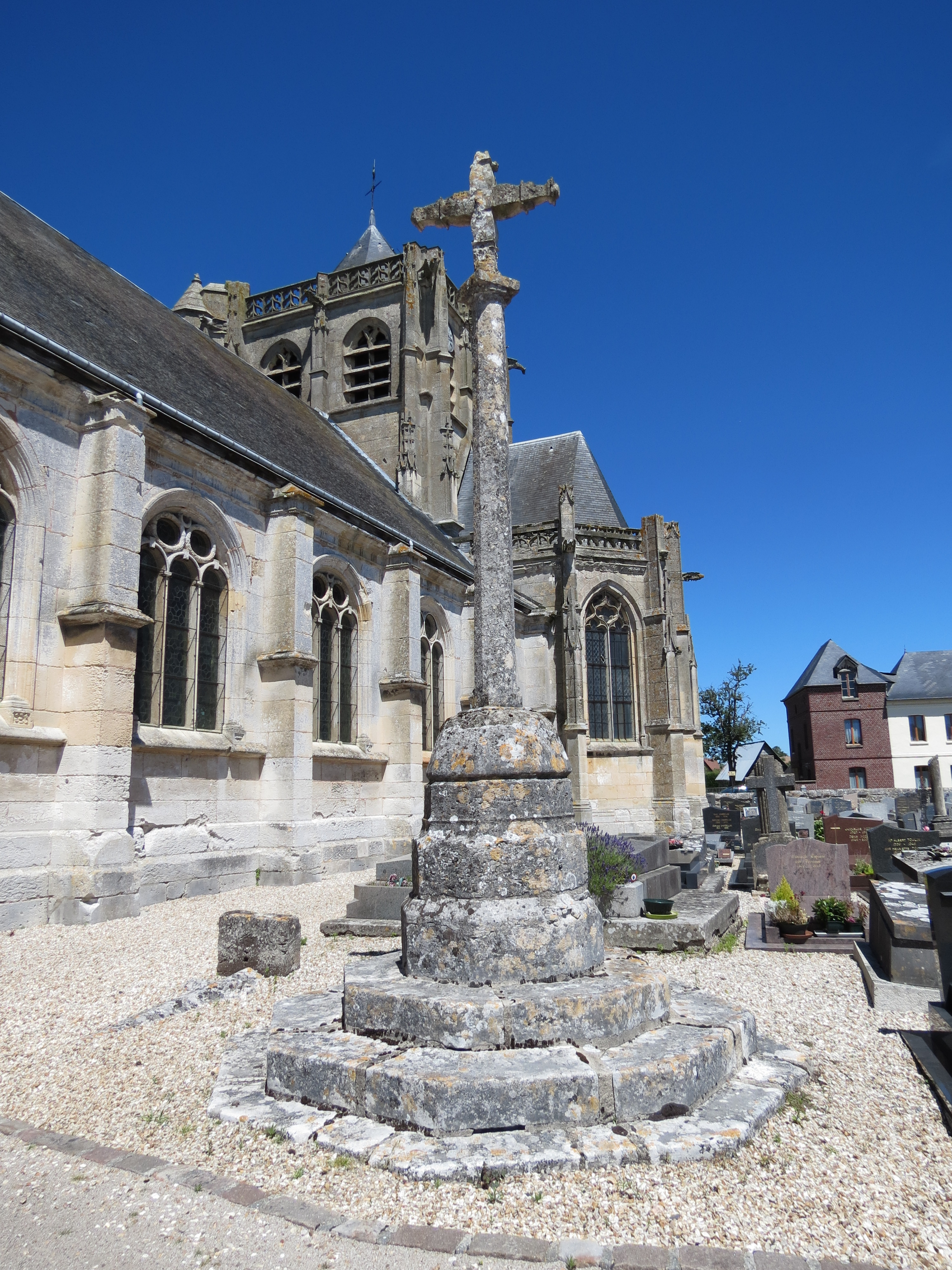
Croix de Vatteville-la-Rue

### Seine-et-Marne
- La Madeleine-sur-Loing

### Deux-Sèvres
- Aiffres
- Amure
- Ardin
- Assais-les-Jumeaux
- Béceleuf
- Cerizay
- Châtillon-sur-Thouet
- Cours
- Épannes
- Fenioux
- Gourgé
- Lageon
- Lamairé
- La Peyratte
- Le Chillou
- Louin
- Marnes
- Ménigoute
- Montravers
- Moutiers-sous-Chantemerle
- Neuvy-Bouin
- Pamplie
- Pompaire
- Saint-Christophe-sur-Roc
- Saint-Georges-de-Noisné
- Saint-Georges-de-Rex
- Saint-Loup-Lamairé
- Saint-Maixent-de-Beugné
- Saint-Martin-de-Bernegoue
- Saint-Varent
- Xaintray

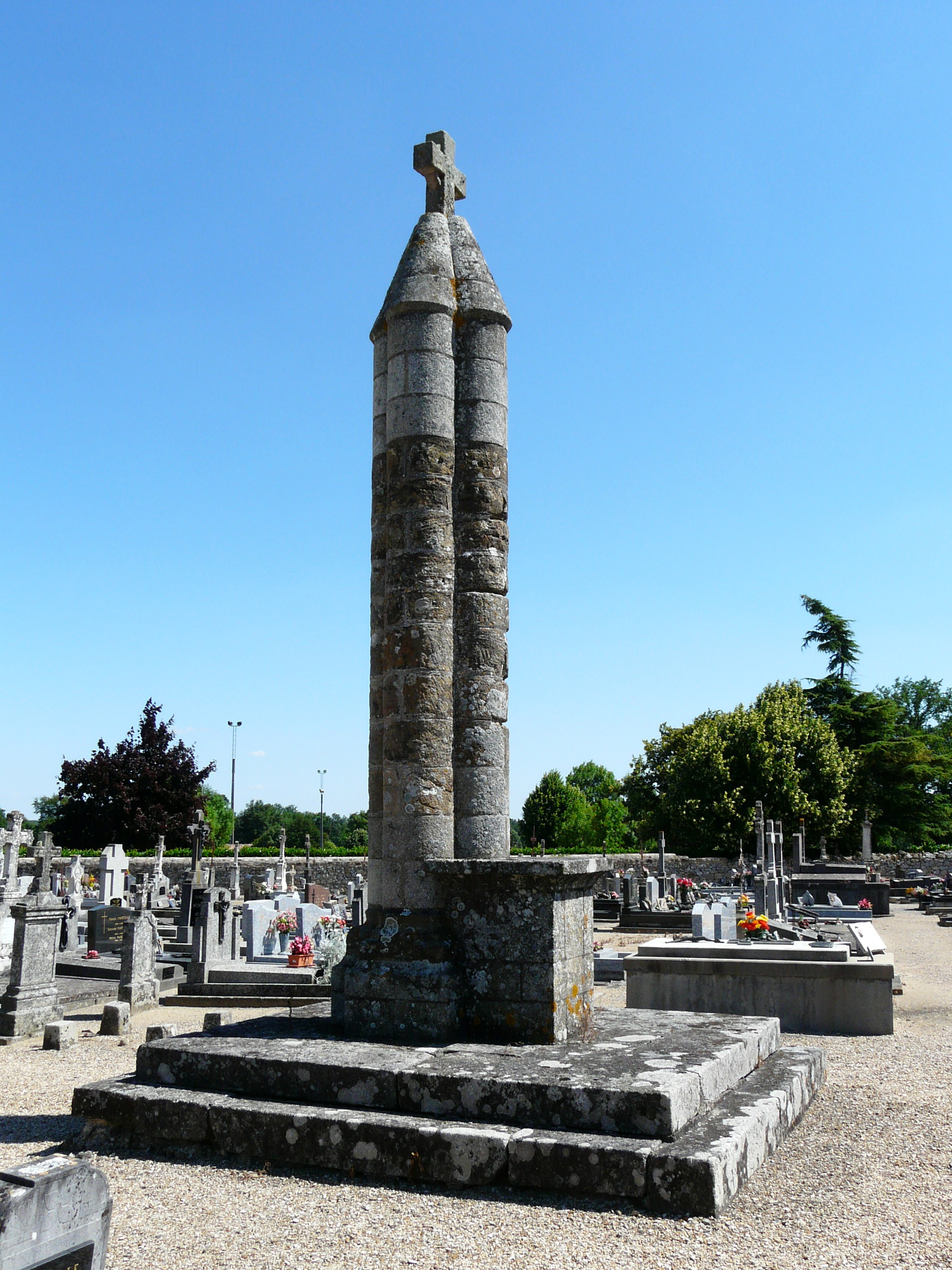
Croix hosannière de Gourgé
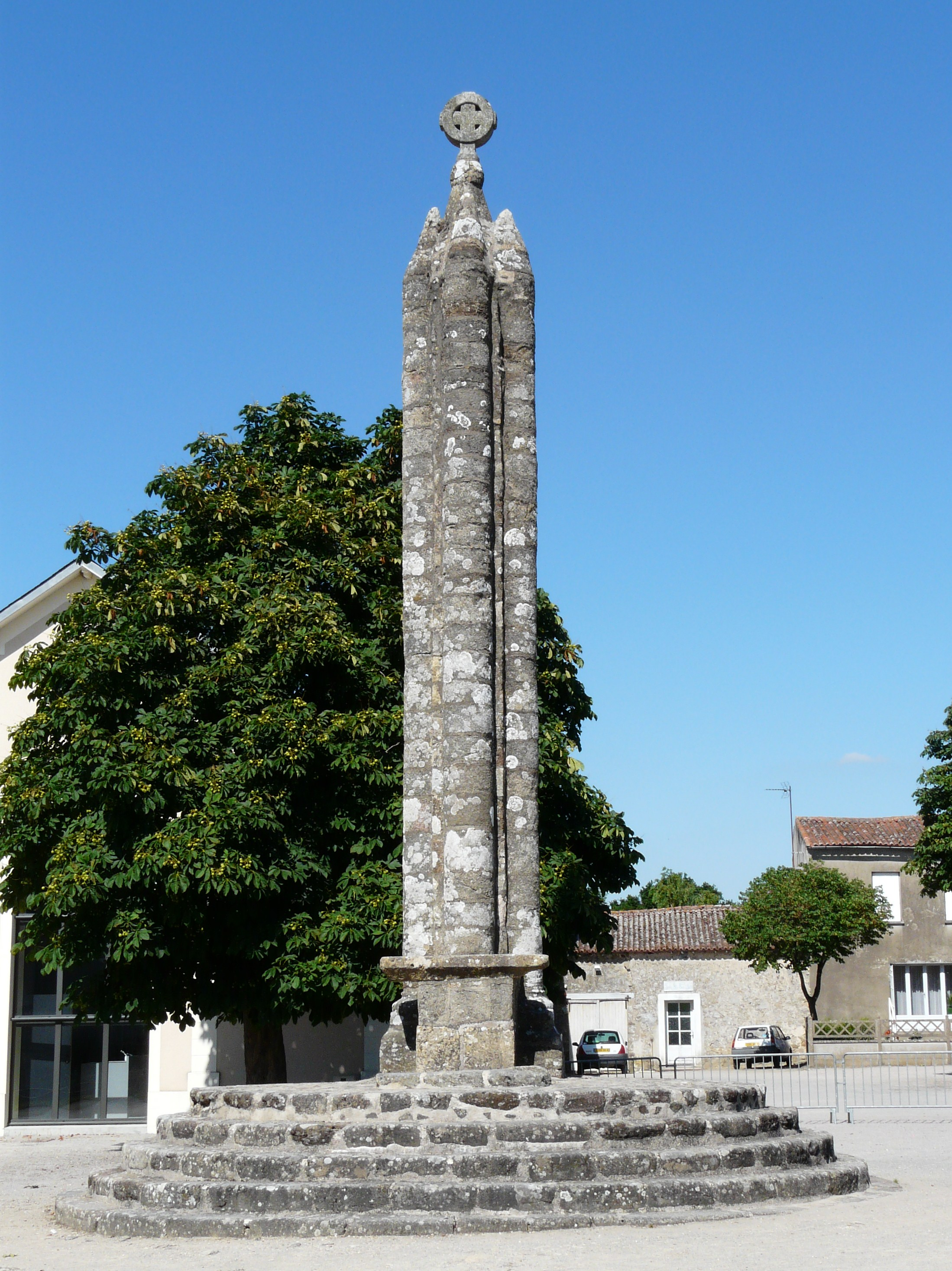
Croix hosannière de La Peyratte
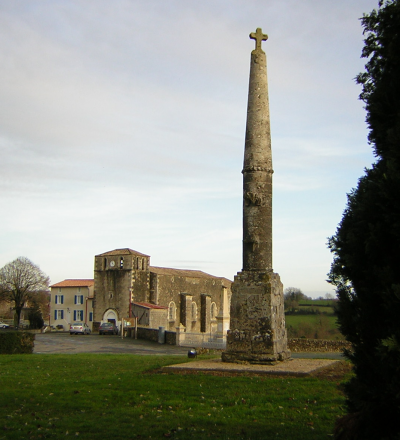
Croix hosannière de Saint-Christophe-sur-Roc

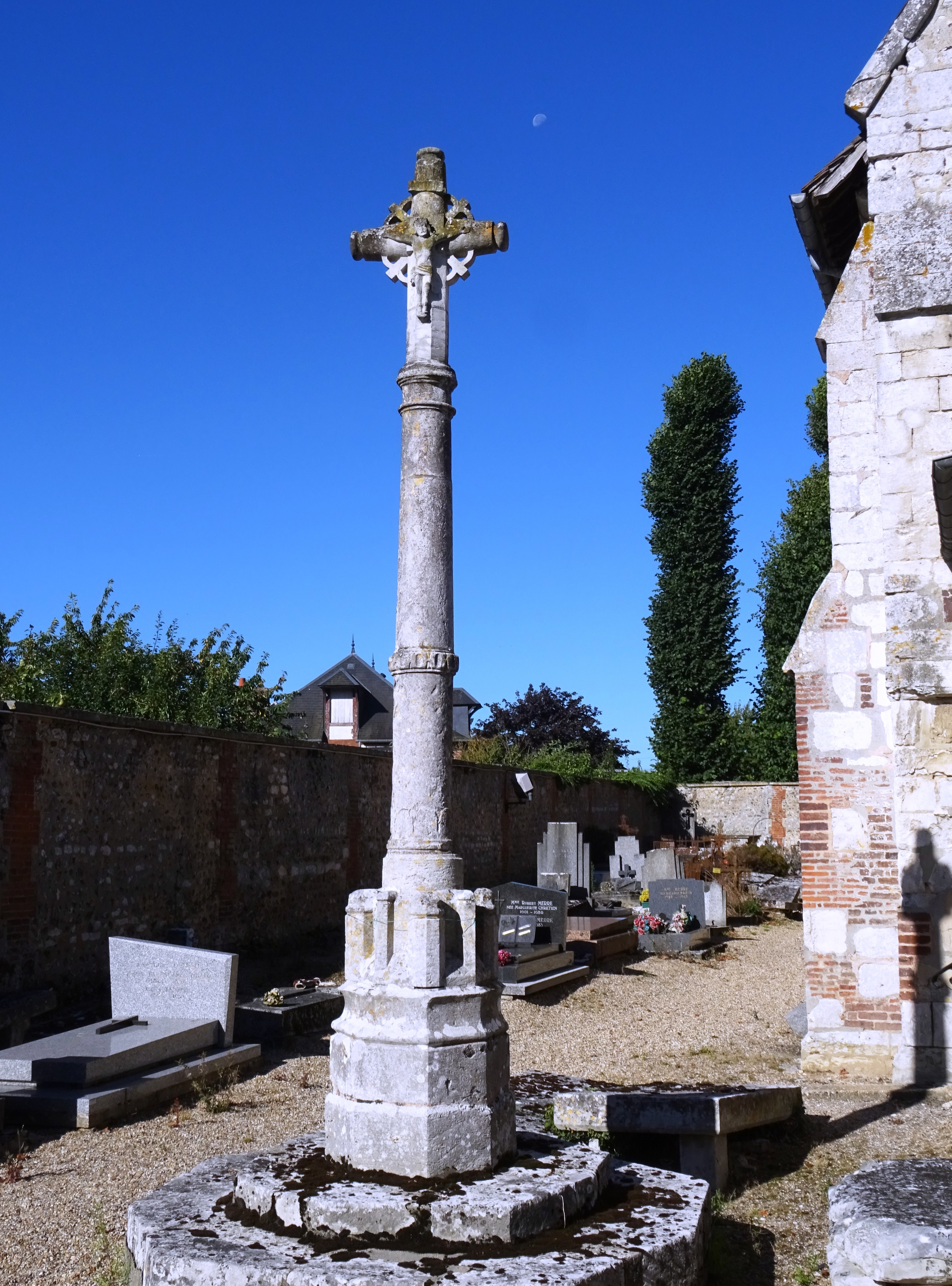
Croix à Caumont

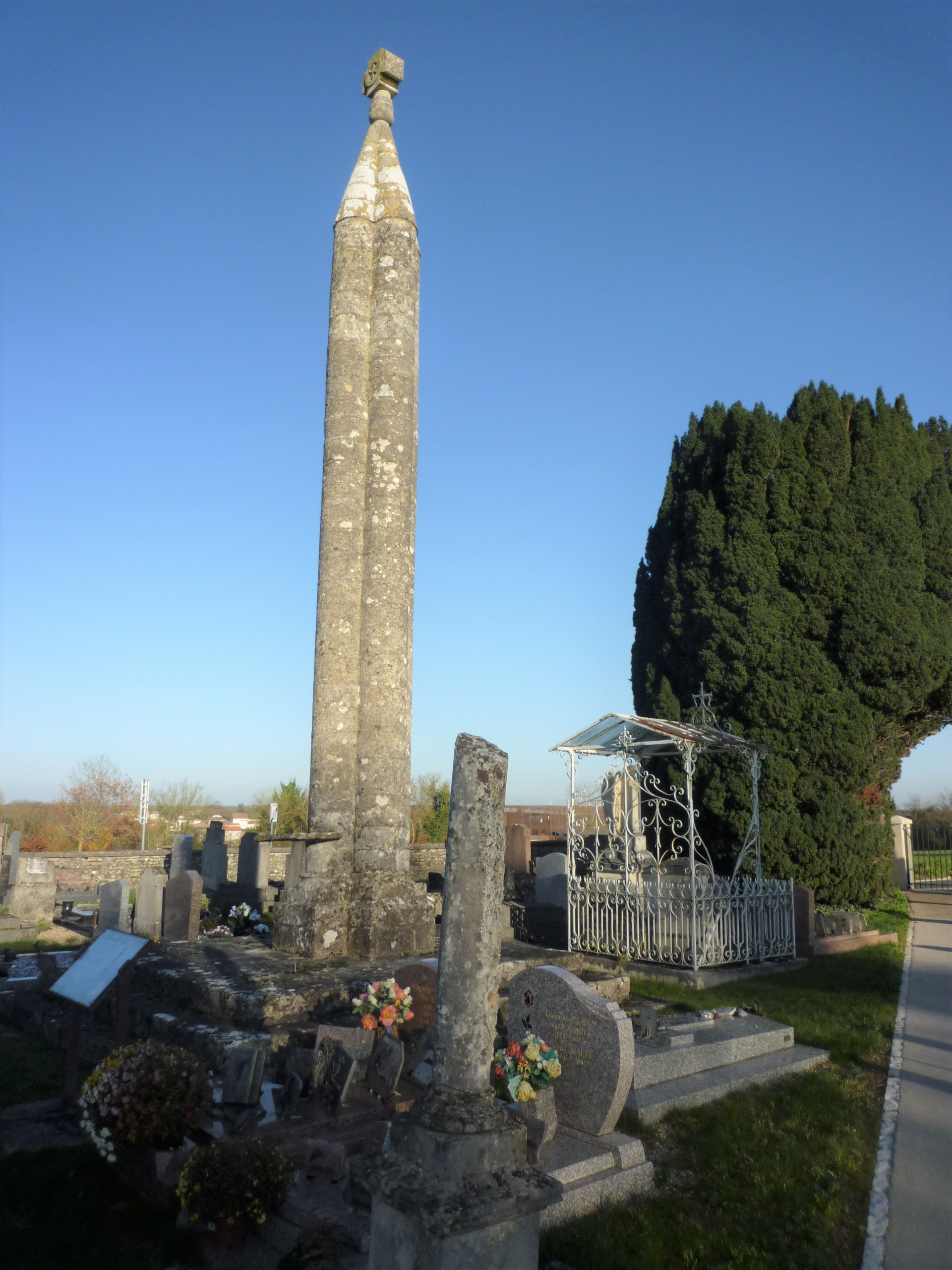
Croix hosannière cimetière d'Aiffres

### Vendée
- Apremont, croix hosannière édifiée en 1545, inscrite MH en 1926.
- Boufféré
- Bournezeau
- La Chapelle-Thémer, croix hosannière, inscrite MH en 2006.
- La Jonchère, croix hosannière, classée MH en 1994.
- La Merlatière
- Les Chatelliers-Chateaumur
- Maillezais, croix hosannière, classée MH en 1937.
- Réaumur
- Saint-Gervais
- Soullans, la croix hosannière, inscrite MH en 1926.

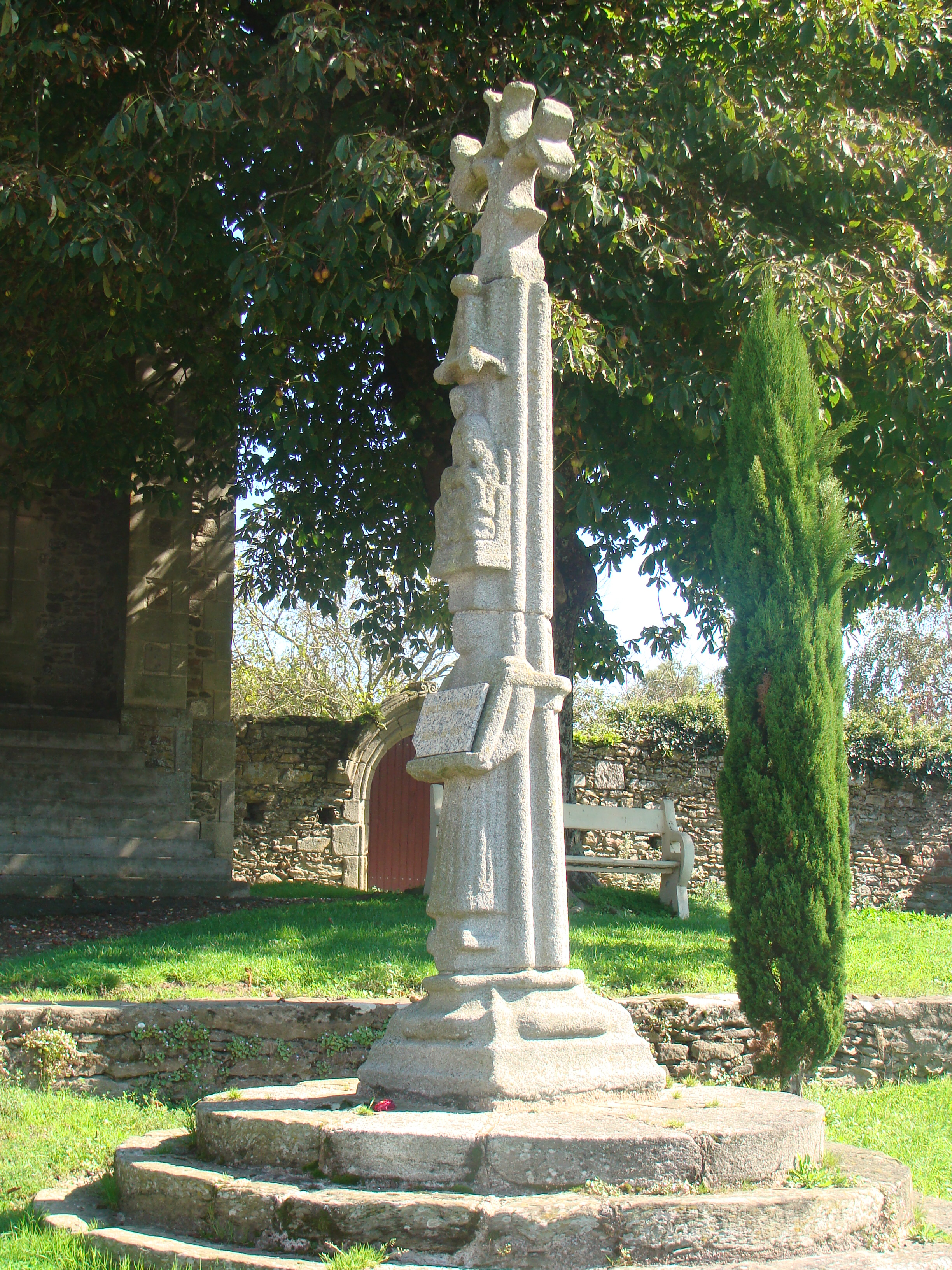
Croix hosannière d'Apremont
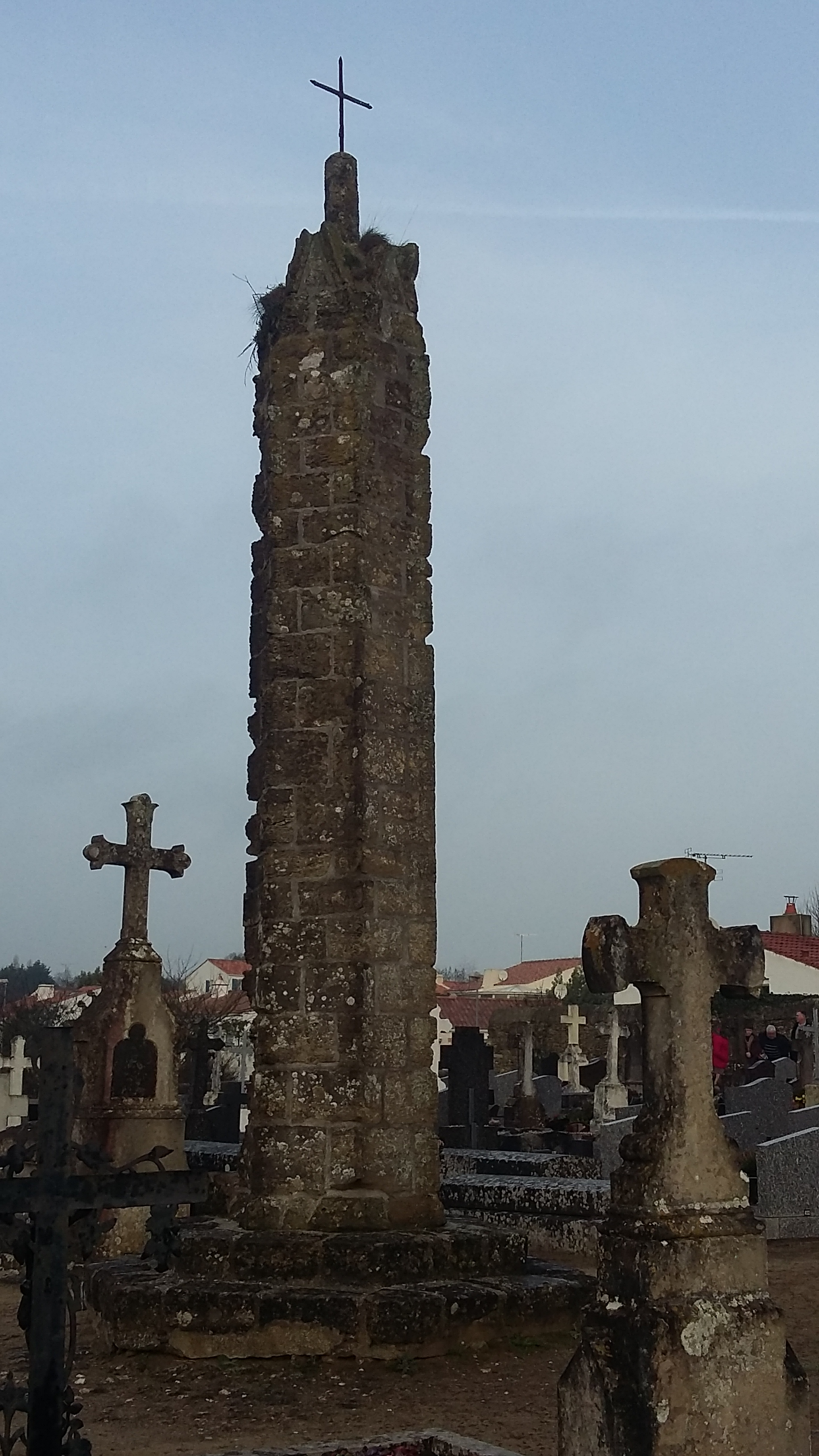
Croix hosannière de Saint-Gervais
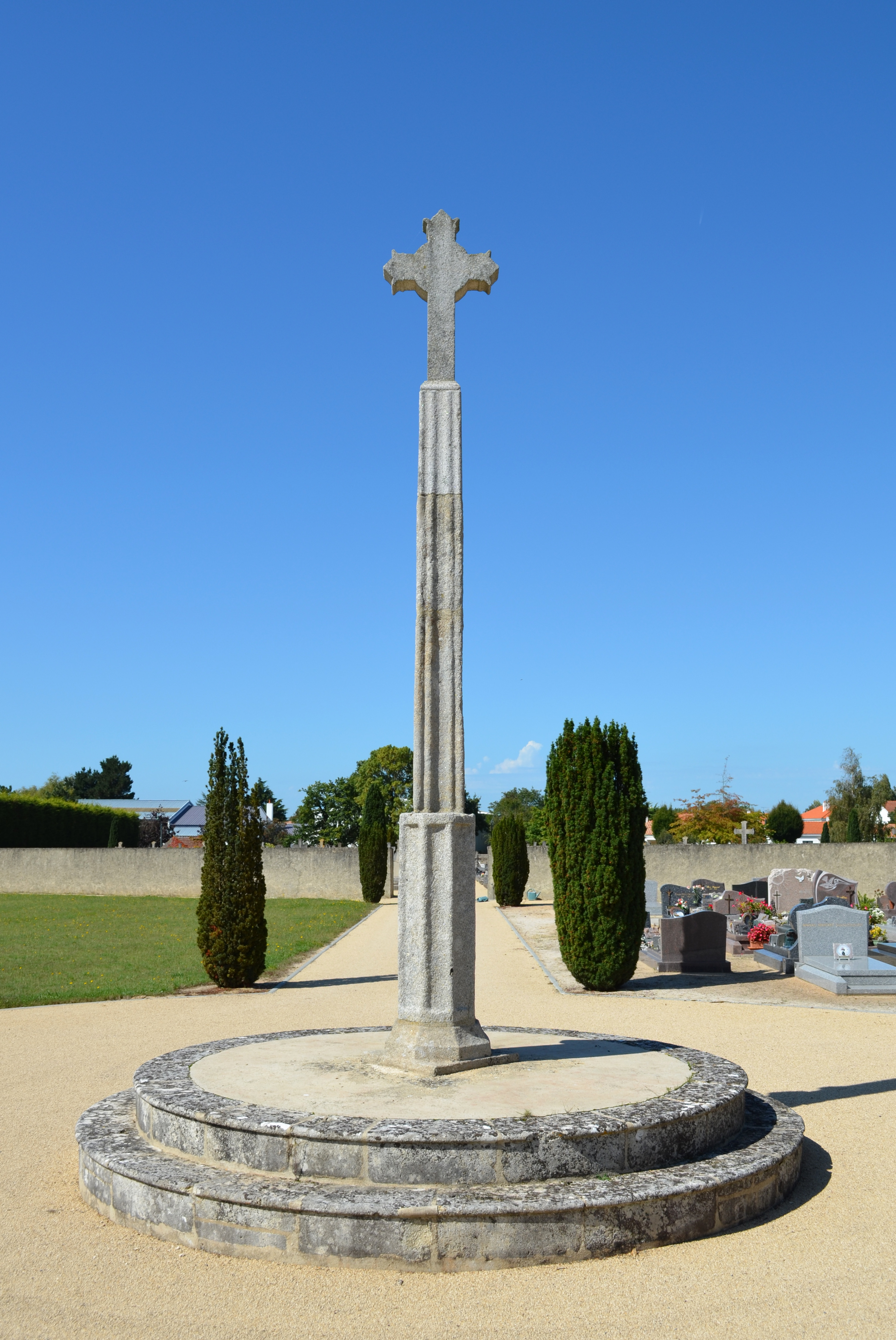
Croix hosannière de Soullans

### Vienne
- Angles-sur-l'Anglin , dans le cimetière de la Ville-Basse, inscrite MH en 1910.
- Champniers
- Charrais
- Château-Larcher, la croix hosannière de Bapteresse.
- Cisse
- Dercé
- Messais
- Montmorillon
- Montrol-Sénard, inscrite MH le 21 mai 1979
- Ouzilly-Vignolles
- Plaisance
- Queaux
- Saint-Chartres
- Saulgé
- Sèvres-Anxaumont
- Saint Rémy-sur-Creuse
- Valdivienne, la croix hosannière du cimetière de Morthemer, inscrite MH en 1986.

### Haute-Vienne
- - Montrol-Sénard

## Sources
1. ↑  Michelin, Guide vert Limousin, Berry, Paris, MFPM, Michelin, 520 p. (ISBN 978-2-06-715409-4, lire en ligne), p. 67
2. ↑  Atlas linguistique, Gilliéron et Edmont, in Mémoires de la Société des sciences naturelles et archéologiques de la Creuse, vol. 26, imp. Le Cante, 1935 (lire en ligne), p. 433
3. ↑  Mémoires - Société archéologique et historique de la Charente, 1909 (lire en ligne), lxxi
4. ↑  Notice no IA00054737, sur la plateforme ouverte du patrimoine, base Mérimée, ministère français de la Culture.
5. ↑  Notice no IA00017757, sur la plateforme ouverte du patrimoine, base Mérimée, ministère français de la Culture.